# Grigor Dimitrov
Pour les articles homonymes, voir Dimitrov.
Grigor Dimitrov (Григор Димитров en bulgare), né le 16 mai 1991 à Haskovo, est un joueur de tennis professionnel bulgare.
Il entre dans l'histoire de son pays en devenant le premier Bulgare à remporter un tournoi ATP depuis le début de l'ère Open au tournoi de Stockholm 2013. En 2017, il remporte son premier Masters 1000 à Cincinnati puis le Masters de fin d'année et termine la saison à la 3e place mondiale. Ses meilleurs résultats en Grand Chelem sont trois demi-finales, atteintes à Wimbledon en 2014, à l'Open d'Australie en 2017 et à l'US Open en 2019.
Il est membre de l'équipe de Bulgarie de Coupe Davis.

## Carrière

### Parcours Junior
Grigor Dimitrov échoue en finale de l'Open Benjamins à Gradignan (France) lors de son premier tournoi international dans la catégorie des 13 ans et moins.
Il perd au 3e tour du Derby Cadets de La Baule (Roland-Garros des moins de 16 ans) en 2006, puis gagne le tournoi de simple des moins de 16 ans, à l'Orange Bowl la même année à Miami.
En 2007, Grigor Dimitrov est finaliste junior de l'Orange Bowl (moins de 18 ans) en simple, battu par le Lituanien Ričardas Berankis. Avec son partenaire, le Canadien Vasek Pospisil, Dimitrov échoue en finale du double junior de l'US Open 2007, face aux Français Jonathan Eysseric et Jérôme Inzerillo. Il est élu star montante internationale 2007.
Grigor Dimitrov remporte le titre junior du tournoi de Wimbledon 2008 où il était tête de série numéro 9, en s'imposant en finale face au Finlandais Henri Kontinen (7-5, 6-3). Cette victoire lui garantit une wild card dans le tableau messieurs du tournoi de Wimbledon 2009. Il remporte également le titre junior de l'US Open de tennis 2008, en battant en finale l'Américain Devin Britton (6-4, 6-3).

### 2008 - 2010. Débuts sur le circuit professionnel

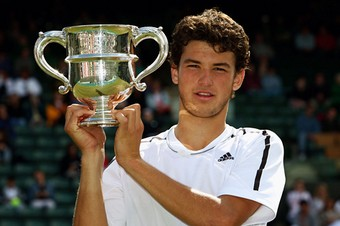
Dimitrov lors de son titre en junior à Wimbledon en 2008.

Grigor Dimitrov participe à quelques tournois professionnels en 2008. Il remporte son premier titre Future à Barcelone en mai et obtient une invitation pour le tournoi ATP de Bois-le-Duc où il subit une défaite en deux sets contre Igor Andreev. Il remporte cependant le tournoi de Wimbledon junior, ce qui lui vaudra une invitation pour le tableau senior 2009. Après son titre junior à l'US Open, le joueur bulgare empoche deux titres de rang de catégorie Future à Madrid sur surface dure. Fort de ces succès, les organisateurs du tournoi de Madrid lui octroient une invitation pour le tableau de qualification. Il est vaincu en deux sets par Florent Serra. Une fois encore invité dans les qualifications de l'Open de Bâle, il remporte son premier match sur le grand circuit face à Jiří Vaněk, 122e joueur mondial. À l'issue de l'année 2008, Grigor Dimitrov est classé parmi les 500 meilleurs joueurs du monde.
Pour son second match dans le tableau principal d'un tournoi ATP, à Rotterdam où il est invité, il réalise un exploit en disposant de Tomáš Berdych, 23e joueur mondial (4-6, 6-3, 6-4). Il s'incline en huitièmes de finale (5-7, 6-3, 2-6) après 2 h 15 de jeu face au numéro un mondial Rafael Nadal. Il s'incline la semaine suivante au premier tour de l'Open 13 face au numéro 8 mondial Gilles Simon (6-4, 3-6, 5-7) alors qu'il a servi pour le match.

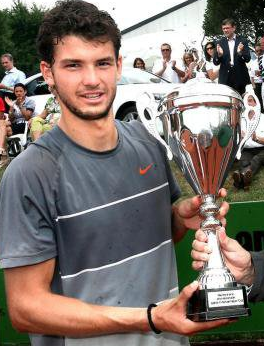
Dimitrov en 2010, lors de sa victoire au Future de Dortmund.

Il remporte trois titres Challenger et participe à une autre finale. Beaucoup le considèrent comme le « Roger Federer bulgare » et de nombreux espoirs sont fondés sur lui. Après sa finale perdue à Orléans contre Nicolas Mahut, il atteint son meilleur classement : 114e.
Le 6 mars, Grigor Dimitrov gagne le tournoi Challenger de Cherbourg en battant en deux sets le Français Nicolas Mahut (6-2, 7-6). Fin avril, il participe au tournoi de Munich : il crée la surprise en battant Márcos Baghdatís au deuxième tour et atteint pour la première fois les quarts de finale d'un tournoi du circuit principal, cependant il s'y incline contre Florian Mayer sur le score de 7-64, 3-6, 6-4.
À Roland-Garros, il échoue dès le premier tour face à Jérémy Chardy en trois sets.
Lors du tournoi d'Eastbourne, il atteint les quarts de finale en simple, où il s'incline face à Janko Tipsarević, futur finaliste, sur le score de (6-3, 7-62). En double, associé au vainqueur du simple, l'Italien Andreas Seppi, il atteint la finale où ils s'inclinent face aux Israéliens Jonathan Erlich et Andy Ram, anciens 5es mondiaux, (6-3, 6-3).
À Bangkok, les demi-finales se refusent encore à lui pour la troisième fois cette année lorsqu'il perd contre Andy Murray.

### 2011 - 2012. Progression et intégration du top 50

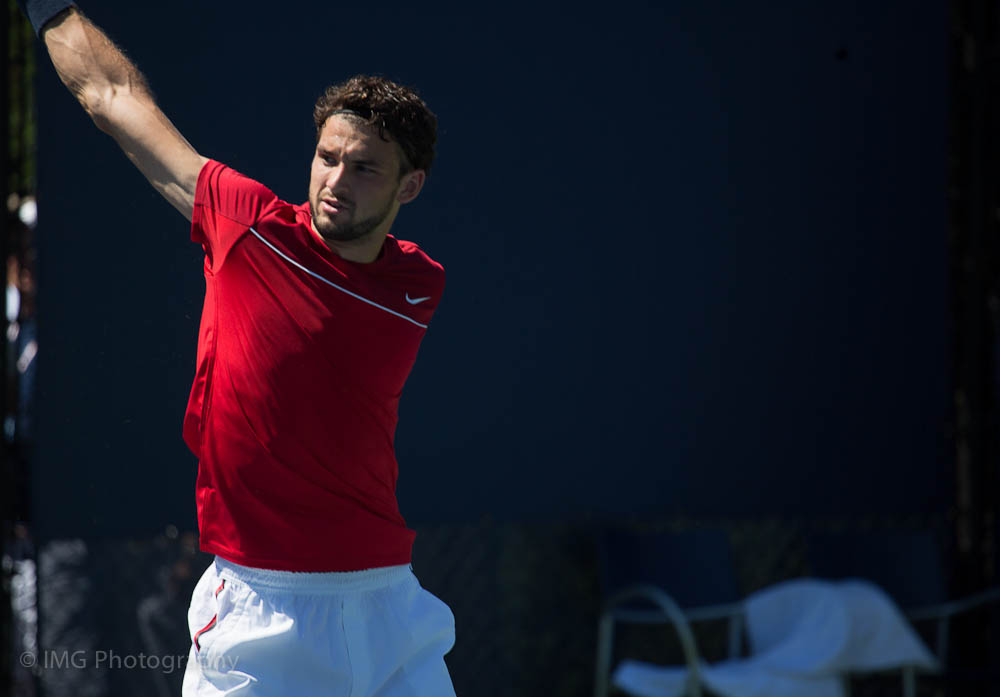
Grigor Dimitrov à l'US Open en 2012.

À l'Open d'Australie 2011, Grigor Dimitrov se défait facilement d'Andrey Golubev mais doit s'incliner face à Stanislas Wawrinka au tour suivant.
À Roland-Garros, il est battu en trois manches (2-6, 4-6, 4-6) par Jérémy Chardy dès le premier tour.
Après s'être incliné au premier tour du Queen's contre Thomaz Bellucci, il atteint le second tour à Wimbledon où il est défait par la tête de série no 12 et futur demi-finaliste du tournoi Jo-Wilfried Tsonga.
Il est éliminé dès le premier tour de l'US Open par Gaël Monfils.
En saison 2012, il bat au premier tour de l'Open d'Australie Jérémy Chardy en 5 sets (4-6, 6-3, 3-6, 6-4, 6-4) puis échoue au tour suivant contre l'Espagnol Nicolás Almagro, encore une fois en 5 sets (6-4, 3-6, 7-64, 4-6, 0-6).
Il est défait dès le premier tour de l'Open de San José par la tète de série no 5 Kevin Anderson (6-2, 65-7, 63-7), tout comme au tournoi de Memphis contre l’Américain Donald Young (64-7, 6-4, 66-7).
Au Masters d'Indian Wells, il est sorti au deuxième tour par le numéro 5 mondial David Ferrer (6-2, 6-2). Au Masters de Miami, il crée la sensation en éliminant le premier top 10 de sa carrière, le no 7 mondial Tomáš Berdych en 3 sets (6-3, 2-6, 6-4) après avoir également sorti la tête de série no 29 Juan Ignacio Chela. Il s'incline en huitième de finale face au no 9 mondial Janko Tipsarević.
Au Queen's, il atteint enfin une demi-finale après avoir battu les grands serveurs Gilles Müller et Kevin Anderson ainsi qu'un spécialiste du gazon Nicolas Mahut. Ému, il pleure de joie après la balle de match remportée face à Anderson. Il ne peut rien contre David Nalbandian en demi-finale. Ensuite ce sont David Ferrer à Båstad puis Thomaz Bellucci à Gstaad qui le stoppent en demi.
Aux Jeux olympiques, il perd au deuxième tour contre Gilles Simon.
Il atteint son premier quart de finale dans un tournoi de catégorie ATP 500 à Bâle où il perd contre Paul-Henri Mathieu.

### 2013. Premier titre en carrière, victoire face auno1 mondial mais déception en Grand Chelem
Grigor Dimitrov atteint la finale de l'Open de Brisbane en battant Brian Baker puis crée la surprise du tournoi en éliminant Milos Raonic (6-3, 6-4) et gagne ensuite successivement face à Jürgen Melzer et Márcos Baghdatís. Il échoue face à Andy Murray (7-60, 6-4) en finale, mais atteint cependant le meilleur classement de sa carrière (41e).
À l'Open d'Australie, il échoue au premier tour en perdant en 3 sets face à Julien Benneteau.

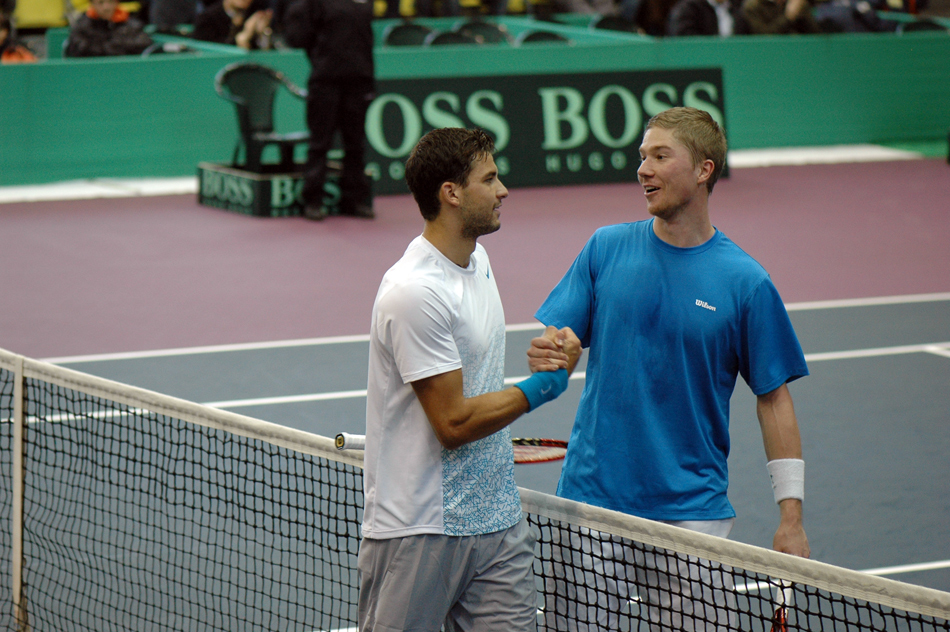
Dimitrov lors de la Coupe Davis 2013.

Après une défaite au premier tour au tournoi de Zagreb, Grigor Dimitrov confirme son bon début de saison en atteignant les demi-finales à Rotterdam, battu par Juan Martín del Potro (6-4, 6-4) après avoir vaincu de bons joueurs tels que Bernard Tomic, Nikolay Davydenko et Márcos Baghdatís. Cette belle performance lui permet de se rapprocher du top 30 (34e plus précisément). Il prend ensuite la direction de la Californie pour disputer le Masters 1000 d'Indian Wells, où il est exempté de premier tour grâce à son statut de tête de série. Après une victoire au second tour contre Matthew Ebden, il a la lourde tâche d'affronter le numéro un mondial Novak Djokovic, encore invaincu en 2013. Il perd ce match après avoir pourtant servi pour le gain du premier set, par 7-64 et 6-1. Il se rend ensuite au Masters 1000 de Miami où, après avoir battu Simone Bolelli au second tour, il tombe face au numéro trois mondial Andy Murray (7-63, 6-3).
Sa saison sur terre battue commence au Masters 1000 de Monte-Carlo. Après un premier tour bien maîtrisé face au Belge Xavier Malisse (6-3, 6-2), il bat la tête de série numéro 8 Janko Tipsarević en deux sets (7-63, 6-1). Au troisième tour, il affronte l'Allemand Florian Mayer et parvient également à le battre, atteignant ainsi le premier quart de finale en Masters 1000 de sa carrière. Il tombe face à Rafael Nadal, invaincu en huit ans dans ce tournoi. Opposé au maître des lieux, il emporte la deuxième manche et fait douter Nadal. Le troisième set est serré. Grigor Dimitrov n'arrive cependant pas à obtenir de balle de break malgré de nombreux 30/30 et c'est finalement Rafael Nadal qui break sur sa deuxième occasion au neuvième jeu, puis remporte le match dans la foulée sur un jeu de service disputé, malgré les crampes du Bulgare (6-2, 2-6, 6-4).
Au deuxième tour du Masters 1000 de Madrid, Dimitrov parvient cette fois à s'imposer face à un joueur d'un grand calibre, créant la sensation face à Novak Djokovic, alors numéro 1 mondial, en le battant en 3 sets (7-66, 68-7, 6-3). Cependant, il s'incline au tour suivant face au Suisse très en forme du moment, Stanislas Wawrinka (6-3, 4-6, 1-6). Au Masters 1000 de Rome, il s'arrête au deuxième tour, battu par Richard Gasquet (6-4, 6-4). Grigor Dimitrov se hisse ensuite au 3e tour de Roland-Garros où il s'incline face à Novak Djokovic en 3 sets secs (6-2, 6-2, 6-3).
Sa saison sur gazon débute par le Queen's où il s'incline dès le deuxième tour face au vétéran Lleyton Hewitt. Sa saison sur gazon s'achève d'une manière décevante au 2e tour de Wimbledon, battu en 5 sets par le Slovaque Grega Žemlja.
Grigor Dimitrov enchaîne ensuite par le tournoi de Båstad, se déroulant sur terre battue. Il accède aux demi-finales, après deux tours compliqués, en battant Juan Mónaco (6-3, 6-2). Dans un match marathon face à l'Espagnol Fernando Verdasco, il s'incline au bout de l'effort (7-63, 5-7, 7-5). C'est malgré tout un retour positif pour le Bulgare prêt à entamer la fin de saison sur dur.
Sa deuxième partie de saison sur dur débute par le tournoi de Washington. Il bat successivement le Belge Xavier Malisse puis l'Américain Sam Querrey et se hisse donc en quart de finale. Il s'incline contre le vétéran allemand de 35 ans Tommy Haas (7-65, 7-63). Il tente de se relancer au Master 1000 de Montréal mais il perd d'entrée contre Marcel Granollers (6-4, 6-4). À Cincinnati, il bat Nicolás Almagro et Brian Baker et dans un match en 3 sets, il s'incline contre Rafael Nadal (6-2, 5-7, 6-2). À l'US Open, dernier Grand Chelem de la saison, il s'incline dès le premier tour face à João Sousa en 5 sets (3-6, 6-3, 6-4, 5-7, 6-2). Il dispute le tournoi de Stockholm, après une tournée asiatique peu convaincante, qu'il remporte en se défaisant de David Ferrer en finale en 3 manches et finit la saison aux portes du top 20. Il poursuit par le tournoi de Bâle où il est éliminé en quart de finale par Roger Federer en deux sets (6-3, 7-62). Le dernier tournoi de sa saison est le Masters de Paris-Bercy où il bat successivement Michaël Llodra et Fabio Fognini, tous deux en 3 sets avant de s'incliner contre Juan Martín del Potro, toujours en 3 sets (3-6, 6-3, 6-4).

### 2014.1redemi-finale en Grand Chelem à Wimbledon, 3 titres dont unATP 500et entrée dans le top 10
Grigor Dimitrov commence sa saison par le tournoi de Brisbane où il est éliminé dès son entrée en lice par le Croate Marin Čilić. Il poursuit sa saison par le premier Grand Chelem de l'année : l'Open d'Australie. Il dispose au premier tour de Bradley Klahn, alors no 67 mondial (67-7, 6-4, 6-4, 6-3). Il bat ensuite le Taïwanais Lu Yen-hsun en 3 sets, le dernier étant très serré (6-3, 6-3, 7-611). Dans le match de « teenagers » face à Milos Raonic, également espoir masculin et 11e mondial, c'est Grigor Dimitrov qui l'emporte en 4 sets (6-3, 3-6, 6-4, 7-610). Il bat ensuite Roberto Bautista-Agut en 4 sets également (6-3, 3-6, 6-2, 6-4). Il rejoint ainsi Rafael Nadal en quart de finale. Le Bulgare démarre bien, empochant le premier set 6-3. Les deux sets suivants se jouent au tie-break, tous deux remportés par Nadal, celui-ci ayant sauvé plusieurs balles de set. Sans doute touché mentalement par ces occasions manquées, le jeu de Dimitrov baisse légèrement d'intensité tandis que Nadal, au métier, enfonce le clou en début de quatrième manche qu'il remporte 6-2.

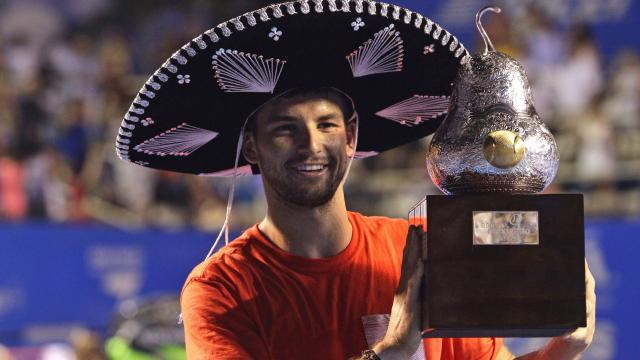
Dimitrov avec son trophée à l'Open du Mexique en 2014.

À l'Open du Mexique, il domine successivement Marinko Matosevic, Márcos Baghdatís, puis l'un des hommes en forme du moment, le Letton Ernests Gulbis, dans un match très accroché (4-6, 7-62, 7-5). Il se hisse en finale en délivrant un match très solide de près de trois heures de jeu pour éliminer Andy Murray en demi-finale en 3 sets (4-6, 7-65, 7-63) fini à 2h32 du matin. Il y rencontre Kevin Anderson qu'il bat (7-61, 3-6, 7-65). Dimitrov s'adjuge ainsi le titre et confirme ses progrès cette année, notamment sur le plan physique puisqu'il a enchaîné, et gagné, 3 matches de près de 3 heures en 3 jours.
Il remporte fin avril son troisième titre ATP au tournoi sur terre battue de Bucarest. Il vainc pour cela en finale le Tchèque Lukáš Rosol en deux manches.
Il atteint les demi-finales du Masters 1000 de Rome qui précède les Internationaux de France, éliminant au passage Berdych. Il est éliminé par Rafael Nadal en 2 sets et 1h22.
Malgré un bilan sur terre battue prometteur, il perd prématurément au premier tour de Roland-Garros (6-4, 7-5, 7-64) face à Ivo Karlović intraitable au service.

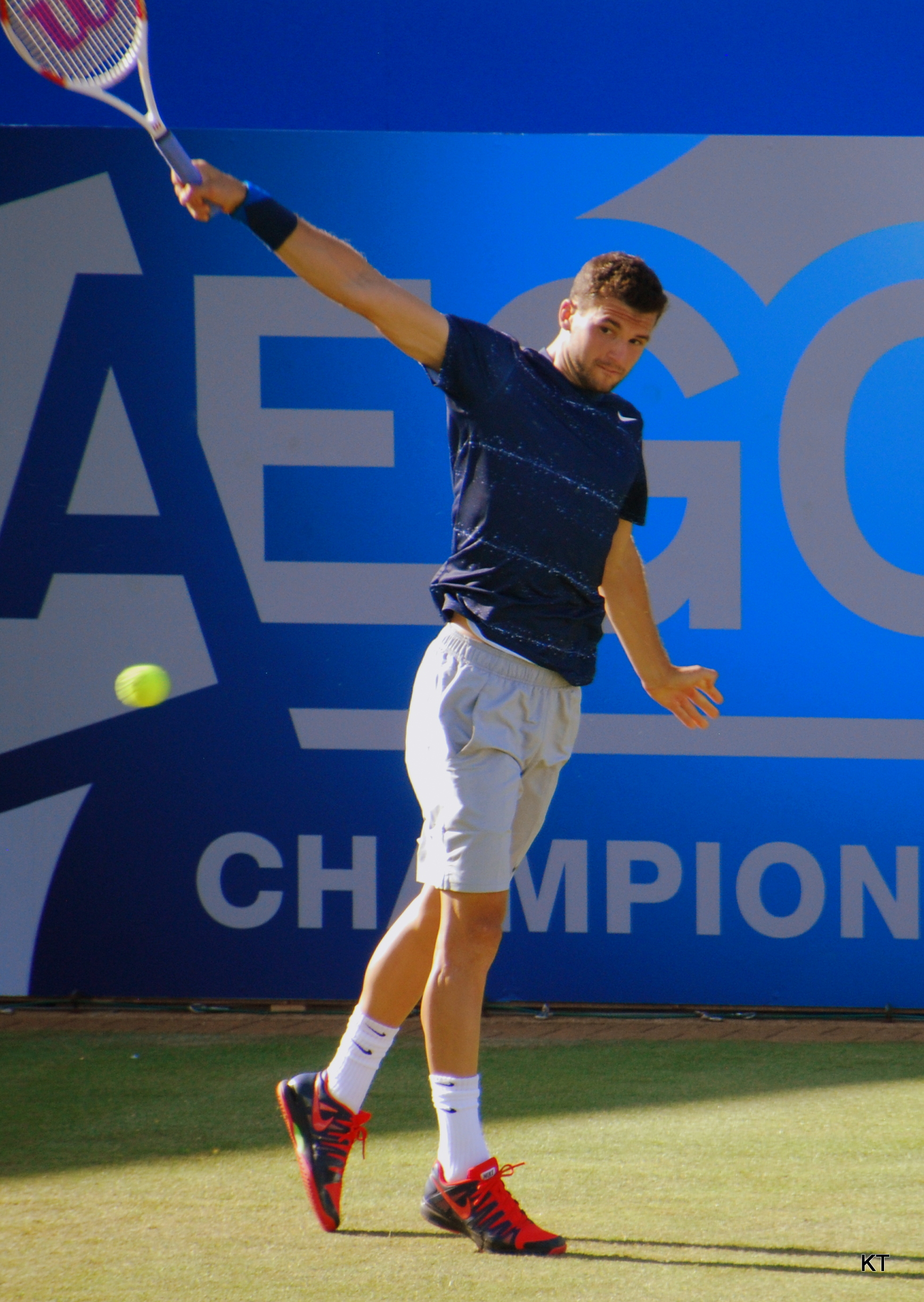
Dimitrov au tournoi du Queen's en 2014.

Il commence deux semaines plus tard le tournoi du Queen's au cours duquel il bat sèchement (6-2, 6-4) Stanislas Wawrinka (no  3 mondial) en demi-finale, puis Feliciano López (68-7, 7-61, 7-66) au terme d'une superbe finale à suspense très accrochée et riche en rebondissements où il a remonté un break de retard dans la dernière manche, gagnant ainsi le quatrième titre de sa carrière, le troisième en 2014. Cette victoire lui permet de s'imposer sur trois surfaces différentes au cours d'une même saison.
Il arrive au tournoi de Wimbledon en position d'outsider et passe les deux premiers tours sans s'attarder. Au troisième tour, il triomphe dans la douleur de l'Ukrainien Alexandr Dolgopolov après un difficile match en cinq sets où il a semblé ne pas jouer aussi relâché qu'il peut le faire. Il y fait donc valoir ses progrès sur le plan mental et physique dans les deux derniers sets où il finit par faire le break dans le quatrième après un vrai combat des nerfs, pour finalement dérouler, sans se déconcentrer dans le cinquième set où l'Ukrainien finit par craquer. Après un succès bien maîtrisé sur Leonardo Mayer en 1/8 de finale, il affronte le tenant du titre Andy Murray pour une place en demi-finale dans le très prestigieux tournoi anglais. Il élimine l'Écossais en trois manches sur le score sec de (6-1, 7-64, 6-2), et accède ainsi à sa première demi-finale en Grand Chelem, qu'il perd en 4 sets (6-4, 3-6, 7-62, 7-67) face à un Novak Djokovic bousculé mais plus efficace dans les moments importants.
La fin d'année est un peu plus timide. Malgré une demi-finale au Masters de Toronto (défaite face au futur vainqueur Jo-Wilfried Tsonga), le Bulgare ne brille pas particulièrement. Malgré un honorable huitième de finale lors de la dernière levée de Grand Chelem à New-York, défait par Gaël Monfils en 3 sets serrés, où Dimitrov a été moins opportuniste que son adversaire, ses performances automnales sont plutôt timides. Il atteint néanmoins la finale du tournoi de Stockholm qu'il avait remporté en 2013. Durant sa rencontre avec l'Américain Jack Sock, il réalise deux "hot-shots" de rang lui valant une standing ovation de la part du public. Il finit l'année aux portes du top 10, à la 11e place mondiale.

### 2015 - 2016. Saisons décevantes sans titre, déceptions en Grand Chelem et sortie du top 20

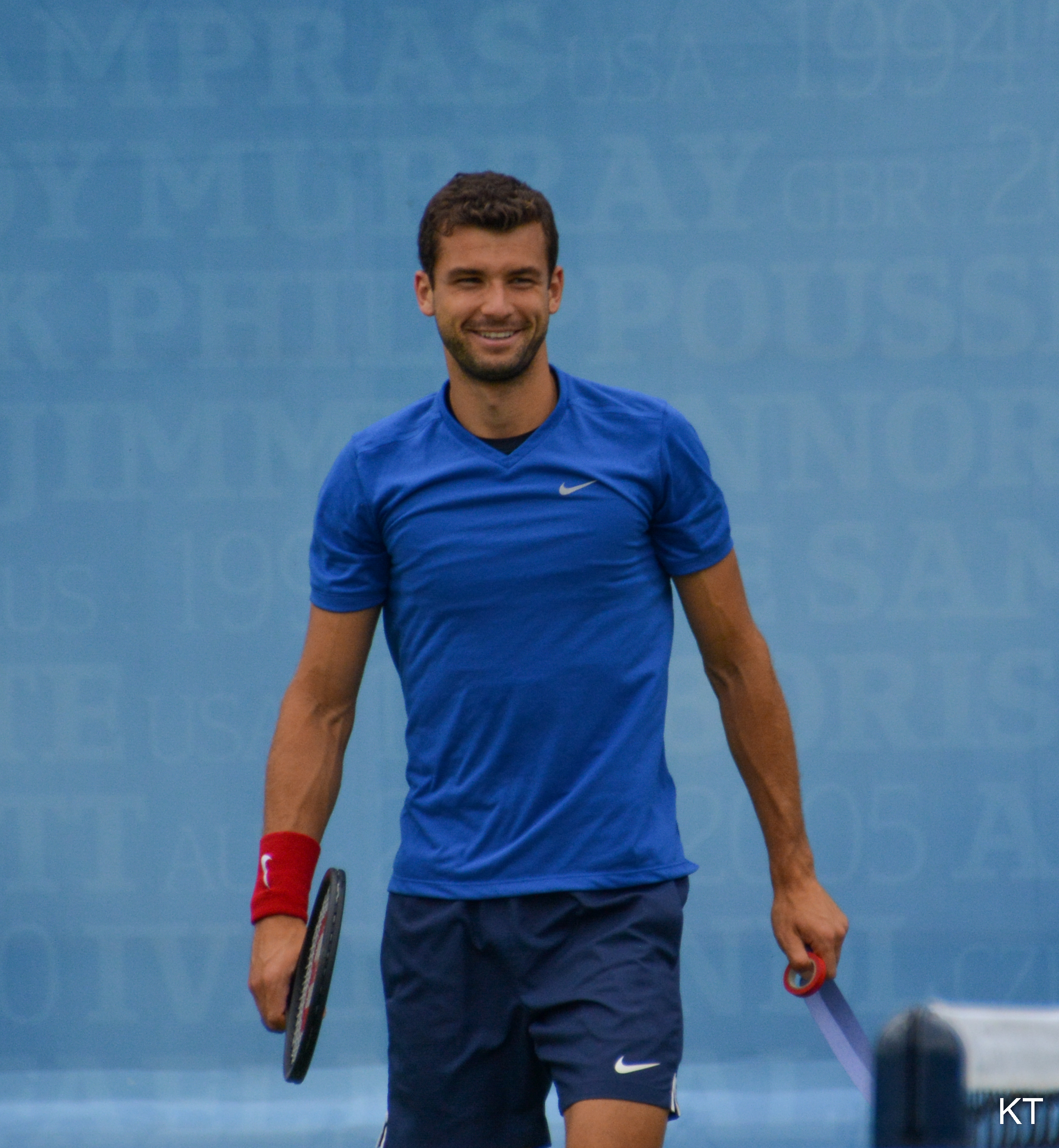
Dimitrov à l'entrainement au tournoi du Queen's en 2015.

Grigor Dimitrov commence sa saison par l'Open de Brisbane. Il y atteint les demi-finales mais s'y incline sèchement contre Roger Federer (6-2, 6-2). Il poursuit sa saison par le premier Grand Chelem de l'année : l'Open d'Australie. Il remporte une victoire facile au premier tour contre Dustin Brown. Au deuxième tour, il perd un set contre Lukáš Lacko puis est mené 2 sets à 1 au troisième tour contre Márcos Baghdatís avant de gagner. Il perd cependant en huitièmes contre Andy Murray (6-4, 65-7, 6-3, 7-5). Alors qu'il servait au 4e set à 5-3 pour égaliser à 2 manches partout, il craque et perd 4 jeux consécutifs. Il reste sur deux huitièmes de finale consécutifs en Grand Chelem.
Après Melbourne, en février, le retour est difficile. À Rotterdam tout d'abord, avec une défaite en huitièmes contre le serveur luxembourgeois Gilles Müller ; puis à Acapulco où, tenant du titre, il s'incline à la surprise contre le qualifié et ancien espoir américain Ryan Harrison, qui bat son premier top 10 de sa carrière à sa 23e tentative. Pour Grigor Dimitrov c'est une véritable déconvenue, qui confirme un début de saison compliqué.
Commencement de la saison de terre battue, Dimitrov va à Monte-Carlo, il bat au premier tour Fernando Verdasco difficilement (6-4, 4-6, 6-4), puis l'Italien Fabio Fognini (6-3, 6-4). Il affronte en huitième le tenant du titre, le Suisse Stanislas Wawrinka, 9e mondial et le surclasse (6-1, 6-2) en moins d'une heure de jeu. En quart de finale, il affronte le Français Gaël Monfils mais se fait à son tour cueillir (6-1, 6-3) en moins d'une heure de jeu, commettant trop de fautes directes. À Madrid, il bat au premier tour sur abandon Donald Young, puis vainc à nouveau Fognini (3-6, 6-2, 7-5) mais plus difficilement. Il affronte en huitième encore une fois le Suisse Stanislas Wawrinka, 9e mondial et le bat dans un match intensif de près de deux heures (7-65, 3-6, 6-3). Puis en quart, il affronte le futur finaliste du tournoi, Rafael Nadal. Il est battu (6-3, 6-4) dans un match intensif de plus d'une heure et demie. Pour le dernier Masters 1000 sur terre, à Rome, il bat Jerzy Janowicz en deux sets mais perd au tour suivant dans un match de trois sets contre le local Fabio Fognini qu'il rencontre à nouveau.
Début de la saison sur gazon et Dimitrov entame la défense de son titre au Queen's. Il perd cependant en deux sets (6-4, 7-65) au deuxième tour contre le Luxembourgeois Gilles Müller. Après un tournoi de Wimbledon décevant avec une élimination au troisième tour (6-3, 6-4, 6-4) face à Richard Gasquet. Il décide de se séparer de son entraîneur Roger Rasheed.
Hormis un premier quart à Madrid et deux victoires sur Stanislas Wawrinka alors no 9, cette année est très décevante.
Grigor Dimitrov commence sa saison par l'Open de Brisbane. Il y atteint les quarts de finale mais s'y incline contre Roger Federer (6-4, 64-7, 6-4) dans un match disputé. Il atteint à Sydney la finale (sa première depuis Stockholm en 2014) en battant Alexandr Dolgopolov en trois manches pour les quarts et le serveur luxembourgeois Gilles Müller en deux manches ; mais perd cependant face à Viktor Troicki sur le fil (2-6, 6-1, 7-67) dans un dernier set très accroché et incertain. Il poursuit sa saison par le premier Grand Chelem de l'année : l'Open d'Australie. Il remporte une victoire facile au premier tour contre Paolo Lorenzi en trois manches. Au deuxième tour, il bat le qualifié Marco Trungelliti mais en perdant un set. Il perd à nouveau au troisième tour contre Roger Federer (6-4, 3-6, 6-1, 6-4), dans un match avec pas mal de fautes directes et de bons coups par moments mais en ayant pris à nouveau un set après 2 h 40 de jeu.
Au Masters de Miami, il élimine difficilement (7-68, 4-6, 6-4) au deuxième tour Federico Delbonis, avant d'affronter le no 2 mondial Andy Murray, en réussissant une belle performance en gagnant (61-7, 6-4, 6-3) dans un super match de 2 h 25. Mais ne confirme cependant pas en huitième face au Français Gaël Monfils (65-7, 6-3, 6-3) perdant malgré tout en combattant. Deux semaines plus tard, il participe au tournoi d'Istanbul, et se qualifie pour la finale en battant le qualifié Adrian Ungur difficilement (7-5, 4-6, 7-5) puis Jiří Veselý (7-61, 6-1) et enfin Ivo Karlović en deux tie-breaks. Il affronte pour le titre l'Argentin Diego Schwartzman, novice à ce stade. Alors qu'il menait 7-65, 5-2, le Bulgare craque et lâche petit à petit le match en le perdant (65-7, 7-64, 6-0) au bout de 2 h 45, et dérapant dans le dernier jeu en cassant trois raquettes.
Il perd ensuite dès le premier tour aux quatre tournois successifs auxquels il se présente : les Master 1000 de Madrid et Rome, Roland-Garros et l'ATP 500 du Queen's. À l'approche de Wimbledon, il annonce sa séparation d'avec son entraîneur Franco Davin. Il le remplace par le Vénézuélien Daniel Vallverdu, ancien collaborateur d'Andy Murray et Tomáš Berdych, pour la tournée nord-américaine au Masters du Canada. Là, il bat difficilement le remplaçant Yuichi Sugita au premier tour (5-7, 7-65, 6-4) en deux heures et demie, passant non loin de la défaite. Il bat ensuite le tombeur de Kyrgios, le jeune local de 17 ans Denis Shapovalov (6-4, 6-3), puis en huitième le géant serveur croate Ivo Karlović (6-3, 7-5) en 1 h 24. Il s'incline en quart de finale face à la tête de série no 3 Kei Nishikori en trois manches et malgré un meilleur match que le Japonais. Il s'incline dès le premier tour aux Jeux olympiques, mais cette défaite reste sans conséquence.

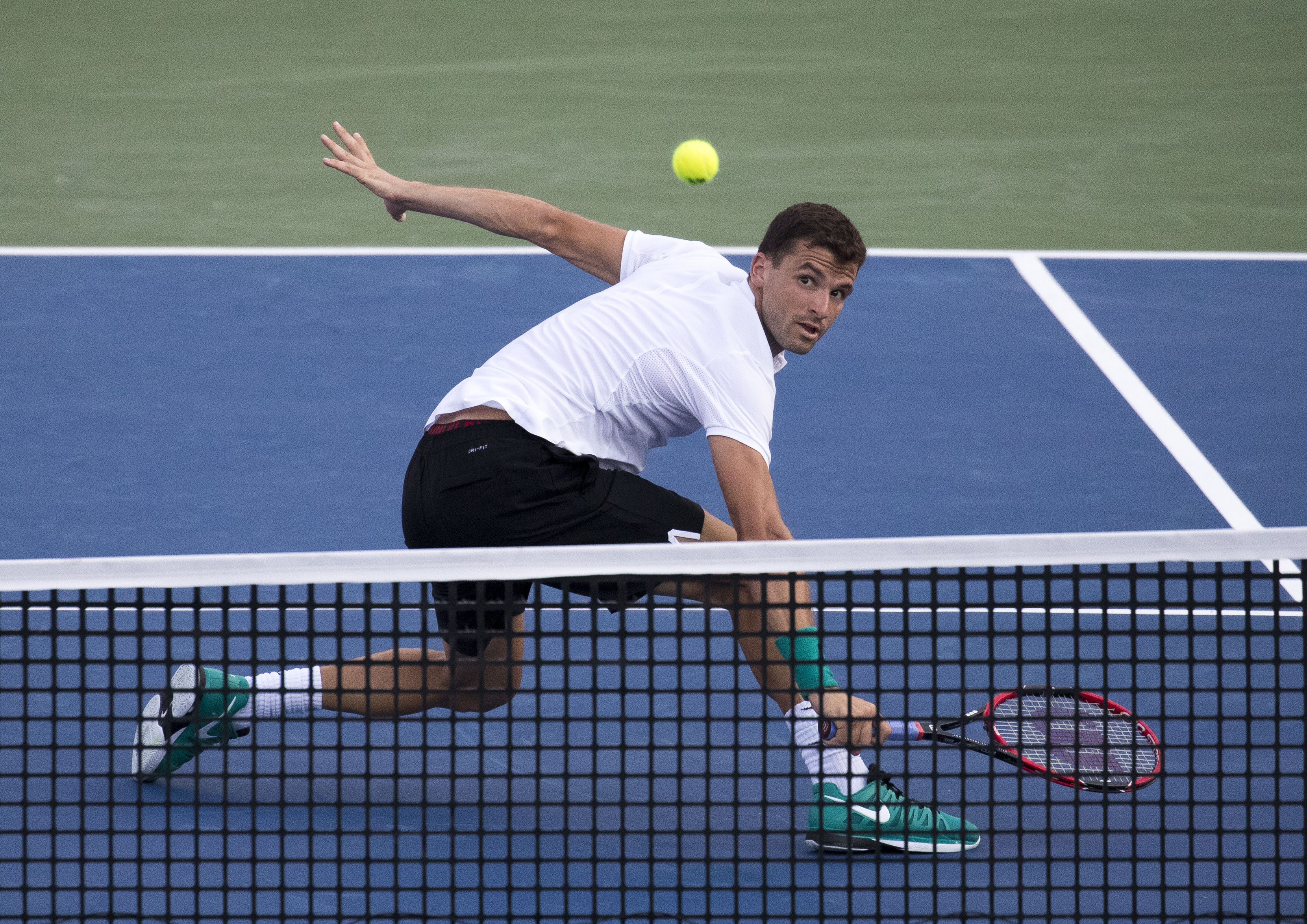
Dimitrov au Masters de Cincinnati en 2016.

Au Masters de Cincinnati, Dimitrov retrouve un niveau de jeu plus à même avec son talent, en battant facilement le Français Gilles Simon (6-1, 6-3), puis remportant un match au mental contre Feliciano López (5-7, 6-3, 7-66) en 2 h 34 qui le met en confiance et lui permet de battre en huitième la tête de série no 2 et 4e mondial, Stanislas Wawrinka (6-4, 6-4) sans se faire breaker en 1 h 22. En quart, il parvient à maîtriser le serveur et futur no 1 américain Steve Johnson 23e mondial, en 1 h 25 (7-68, 6-2) avec une durée de près d'une heure pour le premier set, en servant le feu sans être breaké à nouveau (17 coups gagnants, 10 fautes directes et 69 % au service) pour se qualifier pour les demi-finales, une première à Cincinnati. Il perd dans un match accroché contre le 14e mondial, Marin Čilić (4-6, 6-3, 7-5) après 2 h 23 de jeu; le Croate gagnera le tournoi en finale. Malgré la défaite il gagne plusieurs places au classement ATP. À l'US Open il se présente avec de la confiance et un niveau de jeu retrouvé. Il bat plutôt facilement Íñigo Cervantes en trois manches, puis dans un match à suspense en cinq manche contre Jérémy Chardy finit au mental (4-6, 6-4, 3-6, 6-4, 6-2) alors qu'il était mené deux manches à une. Au troisième tour, il affronte João Sousa qu'il contrôle sans trop de mal (6-4, 6-1, 3-6, 6-2) et se qualifie pour ses premiers huitièmes de finale en Grand Chelem depuis l'Open d'Australie 2015. Il y affronte à nouveau le no 2 mondial Andy Murray qui le bat sèchement (6-1, 6-2, 6-2).
Pour la tournée asiatique, après un tournoi moyen à Chengdu, il arrive à l'Open de Chine en passant ses deux premiers matchs au mental contre Steve Johnson et Lucas Pouille en trois sets. Puis il arrive à battre le 4e mondial Rafael Nadal, en quart (6-2, 6-4), une première pour lui contre l'Espagnol, avant de bénéficier du forfait de Milos Raonic pour se qualifier pour la finale. Il se fait battre à nouveau par Murray comme à l'US Open (6-4, 7-62) en ayant opposé plus de résistance dans le deuxième set.

### 2017. Consécration:2edemi-finaleen Grand Chelem à Melbourne,1ertitreenMasters 1000à Cincinnati,1ertitreau Masters et3emondialen fin de saison
Pour son premier tournoi de l'année, Grigor Dimitrov réalise une grosse semaine à Brisbane en battant facilement Steve Johnson et Nicolas Mahut en deux manches dans les premiers tours. Puis il vainc l'Autrichien Dominic Thiem, 8e mondial (6-3, 4-6, 6-3) en quart, avant de battre avec autorité (7-67, 6-2) le Canadien Milos Raonic, 3e mondial en une heure et demie pour se qualifier pour sa première finale de la saison. En finale, il affronte Kei Nishikori 5e mondial, qu'il n'a jamais réussi à battre. Cependant il inverse la tendance au terme d'une partie décousue (6-2, 2-6, 6-3) en 1 h 48, remportant son premier titre ATP depuis deux ans et demi, ce qui lui permet de remonter à la 15e place mondiale.
Profitant de sa forme et de sa confiance en ce début d'année, Dimitrov réalise un bon tournoi à l'Open d'Australie. Il bat Christopher O'Connell au premier tour, puis Chung Hyeon en perdant un set au second tour, avant de battre Richard Gasquet, 18e mondial assez facilement (6-3, 6-2, 6-4) après avoir commencé le match à 23h58 heure locale, où le Français s'est montré perturbé par cette situation qui a influé sur son jeu. Il affronte pour une place en quart de finale, la surprise du tournoi, l'Ouzbek Denis Istomin 117e mondial, contre qui il peine dans les deux premières manches, mais bénéficiant de sa blessure il déroule dans les deux dernières manches pour remporter le match (2-6, 7-62, 6-2, 6-1) en 2 h 24. Disputant ainsi son premier quart de finale en Grand Chelem depuis Wimbledon 2014, contre le 11e mondiale, David Goffin, il s'impose (6-3, 6-2, 6-4) en 2 h 12, confirmant son regain de forme et de confiance cette année, se qualifiant pour le dernier carré à Melbourne,. Il retrouve en demi-finale Rafael Nadal 9e mondial, qui retrouve son meilleur niveau. Dans un match accroché de presque 5 heures, l'Espagnol s'impose en 5 sets (3-6, 7-5, 65-7, 7-64, 4-6), mais le Bulgare aura livré un énorme match avec de sacrés coups,.
En février, chez lui, il remporte le tournoi de Sofia en battant Jerzy Janowicz difficilement (4-6, 6-3, 7-5), Viktor Troicki et Nikoloz Basilashvili en deux sets, puis en finale, le 11e mondial David Goffin (7-5, 6-4) en 1 h 38, après avoir mené 7-5, 5-0. Il affronte de nouveau David Goffin en quarts de finale à Rotterdam où il s'incline en trois sets (4-6, 6-1, 3-6), après avoir battu Mischa Zverev et Denis Istomin.
En mars, il entame une tournée américaine mitigée, chutant d'abord au 3e tour à Indian Wells contre le futur demi-finaliste Jack Sock, à l'issue d'un match accroché conclu au tie-break de la troisième manche. Il se fait ensuite éliminer dès le 2e tour du Masters de Miami par le modeste Guido Pella.
Les tournois sur terre battue ne sont pas très bon pour le Bulgare avec seulement un huitième de finale au Masters de Madrid avec des victoires sur Philipp Kohlschreiber et Ivo Karlović mais perdant en trois manches serré (6-4, 4-6, 69-7) face au 9e mondial, Dominic Thiem le futur finaliste, après avoir loupé cinq balles de match. Et un 3e tour à Roland-Garros, chutant sèchement (5-7, 3-6, 4-6) face à Pablo Carreño-Busta.
Puis sur gazon au tournoi du Queen's, il va jusqu'en demi-finale en perdant des sets contre Julien Benneteau et Daniil Medvedev, avant de tomber (5-7, 6-3, 2-6) contre le futur lauréat, Feliciano López au bout de 2 h 03 de jeu. Et enfin à Wimbledon, il s'incline sèchement (4-6, 2-6, 4-6) en 1 h 38 contre le futur vainqueur Roger Federer lors du 1/8 de finale.

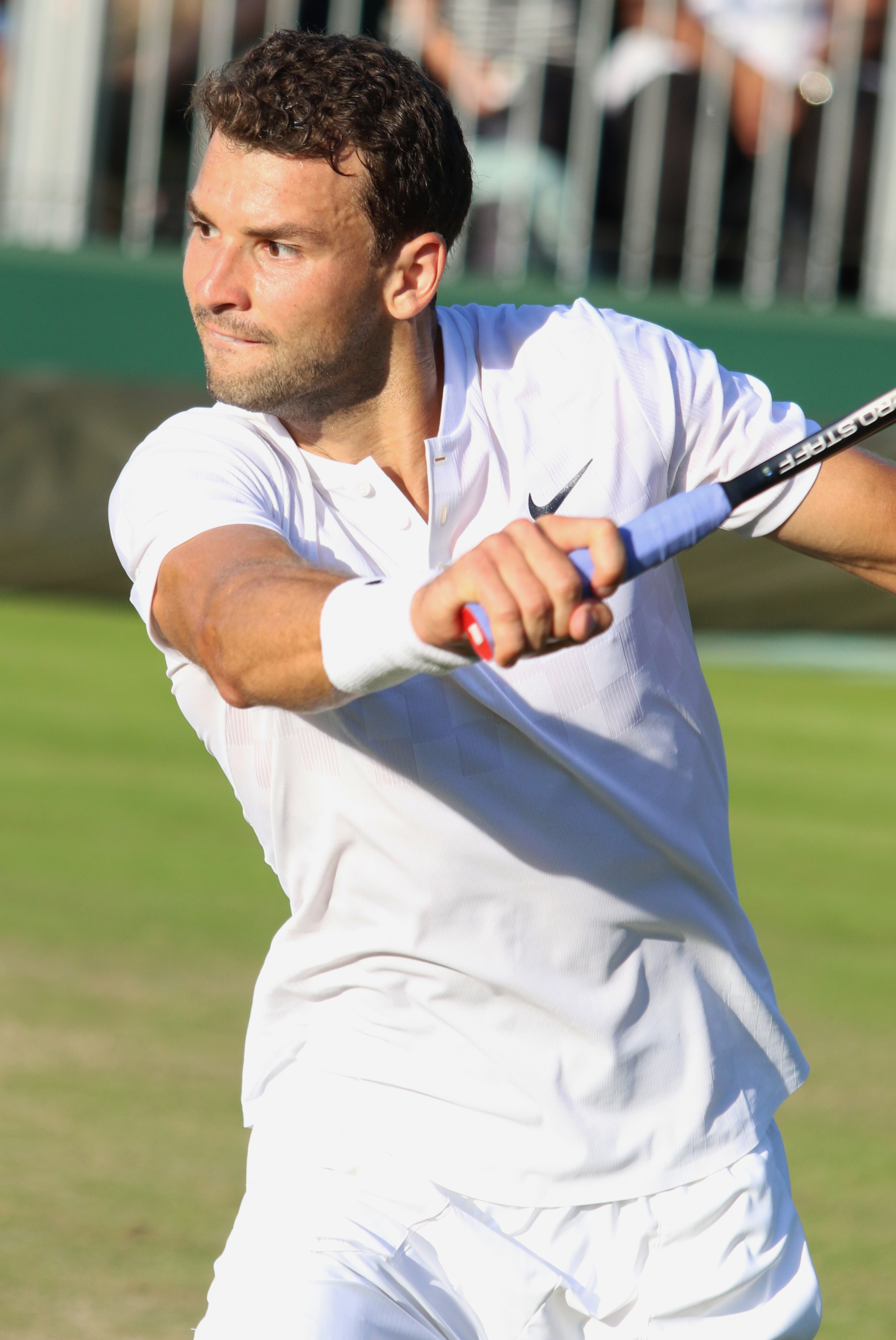
Dimitrov à Wimbledon en 2017.

Lors de sa tournée américaine, Grigor commence par l'Open de Washington en s'inclinant en huitième face à Daniil Medvedev (4-6, 2-6), puis à nouveau un huitième de finale au Masters du Canada passant Mischa Zverev en trois manches, mais perdant (63-7, 6-4, 1-6) contre Robin Haase. Il remporte le Masters 1000 de Cincinnati en étant tête de série numéro 7. Exempté de premier tour, il passe Feliciano López (7-65, 6-4) et Juan Martín del Potro (6-3, 7-5), signant sa première victoire contre l'Argentin. Puis battant facilement en moins d'une heure le Japonais Yuichi Sugita (6-2, 6-1), se qualifiant pour le dernier carré. Événement, aucun membre du Big Four n'est présent à ce stade, s'agissant seulement de la 3e fois après Paris-Bercy 2008 et 2012 ; et aucun membre du top 10 présent en demi-finale, une première depuis Hambourg 2006. Il vainc dans un match de tie break John Isner 19e mondial, (7-64, 7-610) après 2 h 3 de jeu et une fin de match époustouflante pour atteindre sa première finale de Masters 1000 en carrière ; pour le Bulgare cette finale est « une étape dans sa progression ». Côté chiffres cette finale est inédite avec un duel contre le 23e mondial, Nick Kyrgios. Dimitrov et Kyrgios deviennent les cinquième et sixième joueurs des années 1990 à atteindre la finale d'un Masters 1000 (après Jerzy Janowicz, Milos Raonic, Dominic Thiem et Alexander Zverev). C'est une finale inédite entre deux joueurs nés dans les années 1990 et la première finale de Masters 1000 entre deux novices à ce stade depuis 15 ans, et la finale de Toronto 2002 entre Guillermo Cañas et Andy Roddick. Grigor s'impose face à l'Australien (6-3, 7-5) en 1 h 25 où Kyrgios aura été trop juste physiquement pour défendre pleinement ses chances. Dimitrov remporte son titre le plus important de sa carrière, et son premier Masters 1000 à sa première finale à 26 ans. Remportant ce trophée avec beaucoup de travail, montrant sa satisfaction mais tout en gardant les pieds sur terre. Ce titre lui permet de réintégrer le top 10 à la 9e place mondiale.
Dimitrov se prépare ensuite pour Flushing Meadows, où il fait office d'outsider s'il confirme sa performance. À la grande surprise, il perd en passant à côté de son match du second tour contre le jeune Andrey Rublev (5-7, 63-7, 3-6) en trois manches sèche qui atteindra les quarts de finale.
Pour la tournée asiatique, il participe à l'Open de Pékin en battant d'abord l'homme en forme, Damir Džumhur (6-1, 3-6, 6-3), puis pour la seconde fois consécutive, l'Argentin Juan Martín del Potro (7-66, 7-5) en deux manches serré ; et l'Espagnol Roberto Bautista-Agut dans une rencontre physique (7-65, 4-6, 6-2) pour se qualifier pour le dernier carré. Il s'incline en demi-finale contre le no 1 mondial, Rafael Nadal (3-6, 6-4, 1-6) après une rencontre en trois manches, offrant une très belle opposition. Puis au Masters de Shanghai alors exempté de premier tour, il passe Ryan Harrison (3-6, 6-3, 7-66) sur le fil en écartant trois balles de match, puis un autre Américain, Sam Querrey (6-3, 7-63) pour aller en quart de finale. Il perd à nouveau face à Rafael Nadal en trois manches (4-6, 7-64, 3-6) après une autre belle opposition.
Pour le début de l'indoor, Grigor participe à l'Open de Stockholm en tant que tête de série numéro 1. Il s'invite jusqu'à la finale en battant Jerzy Janowicz (7-5, 7-65), Mischa Zverev (6-3, 6-4) et Fabio Fognini (6-3, 7-62). Il s'incline pour le titre contre Juan Martín del Potro (4-6, 2-6) alors pourtant vainqueur des deux rencontres cette année contre l'Argentin. Une défaite décevante et à sens unique au bout d'1 h 23 de jeu, loupant une occasion de remporter son 4e titre de sa saison. Il déclare forfait pour l'Open de Vienne après sa semaine fatigante en Suède, et grâce à la défaite prématurée de Sam Querrey, il se qualifie pour la première fois de sa carrière pour le Masters de Londres.
Fin octobre, il participe au Masters 1000 de Paris-Bercy où il perd en 1/8 contre John Isner (610-7, 7-5, 63-7) après 2 h 45 de jeu.
Il dispute pour la première fois le Masters de fin d'année à Londres, où il est placé dans le groupe Pete Sampras, avec le no 1 mondial, Rafael Nadal, le no 4 mondial, Dominic Thiem et le no 8 mondial, David Goffin. Il bat tout d'abord Thiem (6-3, 5-7, 7-5) difficilement avec beaucoup de pression et de nervosité en 2 h 21 de jeu,. Puis il profite de la fatigue de Goffin après son match marathon contre Nadal et s'impose facilement (6-0, 6-2) en 1 h 13 et se qualifie pour les demi-finales. Pour son dernier match de poule, il bat facilement Pablo Carreño Busta (6-1, 6-1) qui remplace Nadal, forfait, en une heure. Il bat en demi-finale l'Américain Jack Sock alors no 9 mondial (4-6, 6-0, 6-3) en 1 h 59, dans une rencontre décousue et une première manche tendue. Il se qualifie pour sa première finale au Masters à sa première participation, et s'assure de finir la saison numéro trois mondial, soit son meilleur classement en carrière. Il retrouve en finale David Goffin qu'il a battu en poules. La finale oppose donc deux joueurs qui n'ont jamais atteint de finale de Grand Chelem et connaissent leur meilleure saison cette année. Pour la première fois, le vainqueur des ATP Finals sera né dans les années 1990. Dans une rencontre tendue par l'événement, avec des fautes directes et de la nervosité, Dimitrov finit par s'imposer (7-5, 4-6, 6-3) en deux heures et demie contre le Belge. Il savoure le titre le plus prestigieux de sa carrière,. Au classement ATP du 20 novembre, il monte à la 3e place mondiale, derrière le duo Nadal - Federer et finit sa saison sur une bonne note.

### 2018. Finale à Rotterdam et demi-finale à Monte-Carlo
Grigor Dimitrov commence sa saison 2018 comme l'année précédente par l'Open de Brisbane. Tête de série numéro 1 et exempté de 1er tour, il remporte sur le fil ses deux premières rencontres face à John Millman et Kyle Edmund. Il s'incline en demi-finale en un peu plus d'une heure et demie (6-3, 1-6, 4-6) contre le futur vainqueur, Nick Kyrgios. Dimitrov arrive à l'Open d'Australie en faisant partie des favoris après sa brillante fin de saison 2017. Il passe tranquillement le qualifié Dennis Novak en trois sets au 1er tour, avant d'éprouver beaucoup de mal et commettant trop de fautes directes contre un autre qualifié, Mackenzie McDonald finissant par l'emporter (4-6, 6-2, 6-4, 0-6, 8-6) à l'arraché après 3 h 26 de jeu. Au 3e tour, il bat difficilement la tête de série numéro 30, Andrey Rublev (6-3, 4-6, 6-4, 6-4) profitant des égarements de son adversaire. Puis il passe en quart de finale après son meilleur match du tournoi contre le local et tête de série numéro 17, Nick Kyrgios, s'imposant (7-63, 7-64, 4-6, 7-64) en 3 h 26 au terme d'une rencontre intense et un très bon Kyrgios au service. Il passe finalement à côté de son match face au novice à ce stade Kyle Edmund et s'incline (4-6, 6-3, 3-6, 4-6) en 2 h 49, submergé par la pression et tombe aux portes des demi-finales. Après le match, il exprime qu'il « n'a pas bien joué depuis le début du tournoi ».
En février, il participe au tournoi de Rotterdam en tant que tête de série numéro 2. Il passe sans trop convaincre Yuichi Sugita (6-4, 7-65), Filip Krajinović (7-64, 7-5) et Andrey Rublev (6-3, 6-4). Il se qualifie pour la finale en profitant de l'abandon du 7e mondial, David Goffin dans la seconde manche, lors de laquelle la balle rebondit sur la raquette du Belge et atteint son œil. Il affronte pour le titre Roger Federer qui est assuré de remonter à la première place du classement mondial à l'issue du tournoi. La rencontre à sens unique est expédiée en seulement 54 minutes par le Suisse (2-6, 2-6), confirmant le blocage mental de Dimitrov contre Federer. À la suite de cette défaite sèche, Dimitrov enchaîne les contre-performances. À Dubaï puis au Masters d'Indian Wells, il s'incline dès son premier match et en trois manches respectivement face à Malek Jaziri et Fernando Verdasco. Au Masters de Miami, il se défait difficilement de Maximilian Marterer en trois sets avant de perdre au deuxième tour face au Français Jérémy Chardy (4-6, 4-6).
Débute en avril le Masters de Monte-Carlo, premier tournoi important de la saison sur terre battue. Dimitrov éprouve beaucoup de mal à vaincre le Français Pierre-Hugues Herbert (3-6, 6-2, 6-4) au 2e tour, puis Philipp Kohlschreiber (4-6, 6-3, 6-4) également en trois manches, avant de se qualifier pour le dernier carré en battant le 10e mondial, David Goffin (6-4, 7-65) en 1 h 46. Il défie au tour suivant le no 1 mondial Rafael Nadal contre lequel il perd sèchement (4-6, 1-6). À Barcelone, il prend sa revanche sur Malek Jaziri après un match compliqué se finissant au mental (7-5, 3-6, 7-68) pour aller en quart de finale avant de s'incliner (3-6, 64-7) contre le local Pablo Carreño Busta.
Après une saison sur gazon infructueuse avec une défaite au second tour du Queen's contre Novak Djokovic et au premier tour de Wimbledon contre Stanislas Wawrinka en quatre manches.
Il rebondit en août au Masters du Canada avec un quart de finale en passant Fernando Verdasco et Frances Tiafoe en trois sets, avant de céder sèchement (2-6, 2-6) contre le 6e mondial, Kevin Anderson. À l'US Open, il retrouve Stanislas Wawrinka au premier tour et s'incline à nouveau face au Suisse sans prendre une manche.

### 2019. Blessure, chute au classement ATP puis demi-finale à l'US Open
Grigor Dimitrov commence sa saison 2019 comme l'année précédente par l'Open de Brisbane. Tête de série no 6, il remporte sans problème ses deux premières rencontres face à Yoshihito Nishioka (6-3, 6-4) et John Millman (6-3, 6-4). Il s'incline en quart de finale (5-7, 5-7) contre le 9e mondial, Kei Nishikori.
À l'Open d'Australie, il est tête de série no 20. Aux premiers tours, il se défait en 4 sets du Serbe Janko Tipsarević (4-6, 6-1, 6-3, 6-4), de l'Uruguayen Pablo Cuevas également en 4 sets (6-3, 65-7, 6-3, 7-5) et de l'Italien Thomas Fabbiano (7-65, 6-4, 6-4). Il échoue en huitième de finale contre le jeune Américain Frances Tiafoe (5-7, 66-7, 7-61, 5-7). Blessé à l'épaule il ne peut défendre ses points acquis l'année précédente en étant finaliste du tournoi de Rotterdam. Ce qui le place 31e au classement ATP du 18 février, en recul de 7 places.
Début mars il renonce au dernier moment au Masters 1000 d'Indian Wells, son épaule étant toujours douloureuse. Il reprend la compétition au Masters 1000 de Miami en battant Feliciano López en deux sets secs (6-1, 6-3) mais se fait éliminer par l'Australien Jordan Thompson au tour suivant (5-7, 5-7).
Il fait son retour sur les courts le 14 avril au Masters de Monte-Carlo, premier Masters 1000 sur terre battue. Il bat en deux sets l'Italien Matteo Berrettini (7-5, 6-4) et l'Allemand Jan-Lennard Struff (7-62, 6-4). En huitièmes de finale, il est sèchement battu par Rafael Nadal (4-6, 1-6), ce qui le fait chuter de 15 places au classement du 22 avril pour sortir du top 40 (43e) après y être resté pendant 323 semaines. Inscrit au tournoi ATP 500 de Barcelone, il est exempté de premier tour en tant que 13e tête de série. Il bat Fernando Verdasco pour son premier match (6-2, 64-7, 6-3) puis perd contre le lucky loser chilien Nicolás Jarry, tombeur d'Alexander Zverev au tour précédent, en trois sets disputés (6-2, 4-6, 62-7). Il perd à l'issue du tournoi encore 6 places au classement ATP pour se retrouver à la 49e place mondiale.
Inscrit au Masters 1000 de Madrid, il perd d'entrée contre l'Américain Taylor Fritz, issu des qualifications (68-7, 64-7). Il dispute également le double, aux côtés du Russe Karen Khachanov : ils battent les Colombiens Robert Farah et Juan Sebastián Cabal (6-2, 7-5) mais déclarent ensuite forfait. Dimitrov décide alors de cesser de s'entraîner avec Daniel Vallverdu et de préparer Roland-Garros avec Radek Štěpánek. Inscrit au Masters 1000 de Rome, il s'incline une fois de plus au premier tour face à l'Allemand Jan-Lennard Struff (4-6, 7-65, 3-6) en ayant mené 3-1 dans la dernière manche. En quête de matches avant Roland-Garros, il s'inscrit à la dernière minute au tournoi de Genève et doit passer par les qualifications. Il bat facilement Marc-Andrea Hüsler (6-4, 6-3) et l'Italien Thomas Fabbiano (7-5, 6-3) pour recouvrer le tableau principal. Il affronte au premier tour l'Argentin Federico Delbonis, 78e mondial : après un premier set rondement mené, il s'écroule et perd en trois sets (6-1, 4-6, 2-6).
Classé 46e à l'ATP pour la deuxième levée du Grand Chelem à Roland-Garros, il doit batailler cinq sets pour venir à bout du Serbe Janko Tipsarević, ex-8e mondial de retour de blessure et 303e à l'ATP (6-3, 6-0, 3-6, 64-7, 6-4), et également en cinq sets parvient à éliminre la tête de série no 11 Marin Čilić (63-7, 6-4, 4-6, 7-62, 6-3). Au troisième tour, il est battu par le Suisse Stanislas Wawrinka, tête de série no 24, en trois sets serrés, tous au tie-break (65-7, 64-7, 68-7).
De nouveau blessé à l'épaule, il déclare forfait pour le tournoi de Bois-le-Duc. Il ouvre finalement sa saison sur gazon le 17 juin, au tournoi du Queen's, un ATP 500, où il s'incline au premier tour (4-6, 4-6) face à la tête de série no 8, le Canadien Félix Auger-Aliassime, récent finaliste du tournoi du Stuttgart. À Wimbledon, il perd dès le premier tour face au Français Corentin Moutet en cinq sets (6-2, 6-3, 64-7, 3-6, 1-6).
Le 24 juillet, il s'aligne à l'ATP 250 d'Atlanta et perd une nouvelle fois au premier tour contre l'Américain Kevin King (5-7, 4-6). Puis il participe au tournoi de Cabos San Lucas, un ATP 250 où il parvient laborieusement à passer le premier tour contre l'Américain Steve Johnson (7-64, 4-6, 7-65) mais perd en huitième de finale contre l'Argentin Guido Pella (4-6, 2-6). Au Masters 1000 du Canada, il perd au premier tour contre le Suisse Stanislas Wawrinka (4-6, 4-6) quui l'élimine à nouveau une semaine plus tard au premier tour du Masters 1000 de Cincinnati (7-5, 4-6, 64-7). Il tombe à la 78e place au classement ATP du 26 août.
Pour le dernier Majeur de l'année, l'US Open, il bat au premier tour l'Italien Andreas Seppi (6-1, 62-7, 6-4, 6-3), puis passe le second grâce à l'abandon de la tête de série no 12, le Croate Borna Ćorić. Au troisième tour, opposé au lucky loser polonais Kamil Majchrzak, il s'impose en trois sets (7-5, 7-68, 6-2). En huitième de finale, il se défait du jeune Australien Alex De Minaur, tombeur de la tête de série no 7, le Japonais Kei Nishikori, en trois sets (7-5, 6-3, 6-4) également. En quart de finale, il affronte Roger Federer, une première à l'US Open. Au terme de cinq sets éprouvants, sans jamais baisser les bras, il parvient à battre le Suisse pour la première fois, en cinq sets (3-6, 6-4, 3-6, 6-4, 6-2), et s'offre sa première demi-finale à New York (et sa troisième en Grand Chelem). Il y est opposé au Russe Daniil Medvedev, tête de série no 5, l'homme en forme de cette saison sur dur (finales à Washington et Montréal, titre à Cincinnati) et s'incline face à ce dernier en 3 sets (6-7, 4-6, 3-6) en 2 h 41. Le parcours de cette quinzaine lui permet de gagner 53 places au classement ATP pour remonter au 25e rang.
Il reprend le 24 septembre au tournoi ATP 250 de Chengdu en tant que tête de série no 4. Dispensé de premier tour, il bat au second le Britannique Daniel Evans (7-5, 7-5) mais bloque en quarts de finale face au jeune Kazakhstan Alexander Bublik au terme de trois sets âprement disputés (7-5, 69-7, 63-7).
Début octobre, il s'aligne à l'ATP 500 de Pékin où il perd dès le premier tour face au Russe Andrey Rublev (2-6, 5-7). Il fait l'impasse sur le Masters 1000 de Shanghai et s'aligne en tant que tête de série no 2 au tournoi de Stockholm. Exempté de premier tour, il affronte l'Américain Sam Querrey et cède au tie-break du troisième set (7-67, 3-6, 63-7). Fin octobre, à l'ATP 500 de Vienne, il bat au premier tour le Bosniaque Damir Džumhur (6-3, 7-5) puis cède en huitièmes de finale en deux sets disputés (65-7, 61-7) contre l'Italien Matteo Berrettini. Pour le dernier Masters 1000 de l'année à Paris-Bercy, il bat au premier tour le Français Ugo Humbert (4-6, 6-1, 6-2) puis la tête de série no 12, le Belge David Goffin en deux sets (7-5, 6-3). En huitièmes de finale, il s'offre l'Autrichien Dominic Thiem, tête de série no 5 (6-3, 6-2) puis en quart de finale le Chilien Cristian Garín (6-2, 7-5), se qualifiant pour sa première demi-finale à Paris. Il est finalement éliminé par Novak Djokovic en deux sets (65-7, 4-6). En fin de saison, Dimitrov, qui a dans son encadrement Andre Agassi en tant que consultant, décide de se séparer de son entraîneur Radek Štěpánek.

### 2020. Première seconde semaine à Roland-Garros en carrière
L'année 2020 est largement perturbée par la pandémie de coronavirus, le circuit étant suspendu de mars à août. À la reprise du circuit, le Bulgare connait des résultats convaincants sur terre battue. Il commence par rallier les quarts de finale au Masters 1000 de Rome, après une victoire au couteau contre l'Italien Jannik Sinner, invité par les organisateurs (4-6, 6-4, 6-4). Il y est battu par le Canadien Denis Shapovalov en trois sets (2-6, 6-3, 2-6). Surfant sur cette bonne dynamique, Dimitrov réussit à rejoindre la seconde semaine à Roland Garros, lui qui n'avait jusqu'alors jamais fait mieux que troisième tour dans le Grand Chelem parisien. Pour ce faire, il profite d'un tableau ouvert, éliminant tour à tour Grégoire Barrère, Andrej Martin et Roberto Carballés Baena, tous trois non-têtes de série. Il est d'ailleurs largement battu par le Grec Stéfanos Tsitsipás, en trois sets (3-6, 6-79, 2-6).
Grâce au gel du classement mondial, Dimitrov termine l'année dans le top 20 mondial, malgré la perte de sa demi-finale à l'US Open.

### 2022. Demi-finale à Monte-Carlo et résultats décevants en Grand Chelem
En avril, Grigor Dimitrov atteint les demi-finales du Masters de Monte-Carlo après avoir battu le 7e mondial Casper Ruud.
En mai, il dispute le tournoi de Roland-Garros et perd au troisième tour contre l'Argentin Diego Schwartzman.
Fin octobre, il bat à Vienne le qualifié Thiago Monteiro (6-3, 6-4), le Russe tête de série numéro trois Andrey Rublev (6-4, 6-3) puis l'Américain Marcos Giron (6-3, 4-6, 6-4) pour se hisser en demi-finale. Il s'incline contre le numéro quatre mondial, le Russe Daniil Medvedev (4-6, 2-6).

### 2023.2efinale en Masters 1000 à Bercy, demi-finale à Shanghai et 1/8 à Roland-Garros et Wimbledon
Grigor Dimitrov aborde 2023 avec un nouvel entraîneur, Daniel Vallverdu, pour une deuxième collaboration avec lui après celle entre 2016 et 2019. Mi-février, il se débarrasse lors du tournoi de Rotterdam du Russe Aslan Karatsev (6-1, 6-3), du dixième mondial Hubert Hurkacz en deux tie-breaks et de l'Australien Alex de Minaur (6-3, 3-6, 7-6) pour rallier les demi-finales. Il tombe aux portes de la finale contre l'ancien numéro un Daniil Medvedev (1-6, 2-6).
Fin mai, il atteint sa première finale depuis cinq ans (la première sur terre battue depuis 2016) à Genève en sortant l'Espagnol Roberto Carballés Baena (6-1, 6-4), plus difficilement l'Australien Christopher O'Connell (6-7, 7-5, 6-4) et le neuvième mondial Taylor Fritz (3-6, 7-5, 7-6) en demi-finale. Il échoue sur la dernière marche contre le Chilien Nicolás Jarry (6-7, 1-6). Il enchaîne avec Roland-Garros et ne perd pas un set sur ses trois premiers matchs contre le Kazakh Timofey Skatov (6-0, 6-3, 6-2), le Finlandais Emil Ruusuvuori (7-6, 6-3, 6-4) et l'Allemand Daniel Altmaier (6-4, 6-3, 6-1), tombeur de l'Italien Jannik Sinner au tour précédent en 5 h 26. Participant à son second huitième de finale à Roland-Garros, il joue en session de nuit contre l'Allemand Alexander Zverev, ancien demi-finaliste du tournoi, et s'incline (1-6, 4-6, 3-6).
Début juillet, il montre un très bon niveau de jeu lors de ses premiers matchs au tournoi de Wimbledon, au cours duquel il bat sans concéder le moindre set le qualifié japonais Sho Shimabukuro (6-1, 6-2, 6-1), le Biélorusse Ilya Ivashka (6-3, 6-4, 6-4) et l'Américain Frances Tiafoe, vainqueur du tournoi de Stuttgart quelques semaines avant (6-2, 6-3, 6-2). Il s'agit de la première fois depuis six ans qu'il parvient en deuxième semaine au Grand Chelem londonien. Affrontant le jeune Danois numéro six Holger Rune, il remporte la première manche et mène un break dans le deuxième set mais s'incline au bout d'un combat serré (6-3, 6-7, 6-7, 6-3).
Quelques semaines plus tard, il parvient en demi-finale à Washington à la faveur de victoires sur Mackenzie McDonald (7-6, 6-2) et Emil Ruusuvuori (6-4, 6-3) et en profitant du forfait du Français Ugo Humbert. Il est éliminé en demi-finale par le Britannique Daniel Evans (3-6, 6-7). À l'US Open, il atteint le troisième tour où il est éliminé par le 12e mondial Alexander Zverev.
Mi-octobre au Masters de Shanghai, il se débarrasse d'Aleksandar Vukic (6-4, 6-3), du Russe Karen Khachanov (7-6, 6-4) et notamment du jeune numéro deux mondial Carlos Alcaraz (5-7, 6-2, 6-4) en huitièmes de finale. Il sort en quarts le Chilien Nicolás Jarry (7-6, 6-4) pour jouer sa première demi-finale à Shanghai. Confronté à Andrey Rublev, septième joueur mondial, il s'incline en deux sets (6-7, 3-6).
Il s'envole fin octobre pour le Masters 1000 de Paris-Bercy et y bat l'Italien Lorenzo Musetti (6-2, 6-7, 6-3), le numéro trois mondial Daniil Medvedev (6-3, 6-7, 7-6) au terme d'un match tendu pour le Russe avec le public, sort facilement le fantasque Kazakh Alexander Bublik (6-2, 6-2) et met fin aux chances de participer au Masters pour le Polonais Hubert Hurkacz, vainqueur quelques semaines plus tôt du Masters 1000 de Shanghai (6-1, 4-6, 6-4). De nouveau en demi-finale d'un tournoi de cette catégorie, il sort en trois sets une nouvelle fois le Grec numéro six mondial Stéfanos Tsitsipás (6-3, 6-7, 7-6) pour disputer sa deuxième finale en carrière en Masters 1000. Il rencontre alors le numéro 1 mondial Novak Djokovic et subit la loi du Serbe (4-6, 3-6).

### 2024. Premier titre depuis six ans à Brisbane,3efinale en Masters 1000 à Miami et quart de finale à Roland-Garros et à l'US Open
Le Bulgare commence l'année en tant que tête de série numéro deux à Brisbane où il renverse d'abord l'ancien numéro 1 mondial Andy Murray (4-6, 7-5, 6-2) avant de se débarrasser facilement de Daniel Altmaier (6-1, 6-2) et Rinky Hijikata, invité par les organisateurs (6-1, 6-4). Il sort un deuxième local, l'Australien Jordan Thompson (6-3, 7-5), tombeur du vétéran Rafael Nadal de retour de blessure. Il dispute alors sa première finale de l'année contre le numéro huit mondial, le jeune Holger Rune. Il s'impose en deux sets (7-65, 6-4) et remporte ainsi son neuvième titre en carrière, le premier depuis six ans.
Attendu comme outsider à l'Open d'Australie, il est éliminé comme l'année passé au troisième tour contre le Portugais Nuno Borges qui n'avait avant le tournoi gagné que deux matchs en Grand Chelem (7-63, 4-6, 2-6, 66-7). Il avait auparavant sorti le Hongrois Márton Fucsovics (4-6, 6-3, 7-61, 6-2) et le local Thanasi Kokkinakis (6-3, 6-2, 4-6, 6-4). Il s'envole début février pour la France et rejoindre Marseille. Il dispose de l'Américain Sebastian Korda (6-1, 7-65), du Français Arthur Rinderknech (6-3, 7-63) puis sort et renverse dans un combat très serré le Russe Karen Khachanov (63-7, 6-4, 7-65) en demi-finale. Il dispute alors sa deuxième finale de l'année contre le local Ugo Humbert qui n'a jamais perdu une finale de sa carrière en quatre tentatives. Le Bulgare perd le match (4-6, 3-6). Il rejoue une demi-finale à Rotterdam la semaine suivante après avoir écarté Lorenzo Sonego (7-64, 6-3), de nouveau le Hongrois Márton Fucsovics (6-3, 7-5) et le Russe Alexander Shevchenko (7-62, 3-6, 6-4), tombeur de la tête de série numéro trois Holger Rune au tour précédent. Alors qu'une victoire lui permettrait de revenir dans le Top 10 pour la première fois depuis près de six ans, il cède contre l'Australien Alex de Minaur (4-6, 3-6).
Mi-mars au Masters 1000 d'Indian Wells, il élimine les Français Alexandre Müller (7-5, 6-2) et Adrian Mannarino (6-3, 6-3) puis s'incline en huitièmes de finale contre le Russe numéro quatre mondial Daniil Medvedev (4-6, 4-6) qui prend sa revanche du Masters de Bercy en fin de saison précédente. Quelques jours plus tard au Masters de Miami, il passe à deux points de la défaite mais parvient à l'emporter contre le Chilien Alejandro Tabilo (65-7, 7-65, 6-2) puis bat facilement l'Allemand Yannick Hanfmann en moins d'une heure (6-1, 6-0) avant de renverser de nouveau le Polonais Hubert Hurkacz, neuvième joueur mondial (3-6, 6-3, 7-63). Il rejoint alors les quarts de finale du tournoi, Miami étant jusqu'alors le dernier Masters 1000 auquel il n'était pas parvenu à ce stade. Il réalise l'exploit de surprendre de nouveau (après le tournoi de Shanghai la saison précédente) le numéro deux mondial Carlos Alcaraz, tout juste vainqueur du Masters d'Indian Wells (6-2, 6-4). Lors d'un match serré en demi-finale, il parvient à battre l'Allemand numéro cinq mondial Alexander Zverev (6-4, 64-7, 6-4), demi-finaliste à l'Open d'Australie. La qualification pour sa troisième finale en Masters 1000 lui assure de revenir dans le top 10 du classement ATP pour la première fois depuis près de six ans. Il ne gagne en finale que quatre jeux contre le jeune Italien Jannik Sinner, vainqueur de son premier Majeur en Australie en début d'année, (3-6, 1-6). Le Bulgare devient lui neuvième joueur mondial.
Au Masters de Monte-Carlo, après avoir éliminé le Serbe Miomir Kecmanović (6-4, 6-3) et le Monégasque Valentin Vacherot (7-5, 6-2), il obtient deux balles de match mais ne parvient pas à conclure face au finaliste en titre, le jeune Holger Rune (69-7, 6-3, 62-7) et s'incline en huitièmes. Au Masters de Madrid, il est éliminé dès son premier match en trois sets par le jeune Tchèque Jakub Menšík, 74e mondial, (2-6, 7-64, 3-6). Il atteint pour la première fois depuis quatre ans les huitièmes de finale à Rome en s'offrant le Japonais Yoshihito Nishioka (7-5, 6-4) et le Français qualifié Térence Atmane (7-63, 6-3) avant de tomber contre l'Américain Taylor Fritz (2-6, 7-611, 1-6), demi-finaliste à Madrid et finaliste à Munich. Il réussit un début de tournoi à Roland Garros de haut niveau, ne cédant pas une seule manche sur ses deux premiers tours contre Aleksandar Kovacevic (6-4, 6-3, 6-4) et le Hongrois Fábián Marozsán (6-0, 6-3, 6-4) avant de lâcher un set contre la surprise qualifiée Belge Zizou Bergs qui vient de gagner ses premiers matchs en Grand Chelem (6-3, 7-64, 4-6, 6-4). Il affronte le puissant serveur Polonais Hubert Hurkacz et l'efface pour la deuxième fois de la saison (7-65, 6-4, 7-63), lui permettant ainsi pour sa quatorzième participation de rejoindre les quarts de finale, seul tournoi du Grand Chelem dans lequel il n'avait jamais atteint ce stade. Opposé à Jannik Sinner, vainqueur de son premier Majeur à l'Open d'Australie en début de saison, il est écarté en trois manches (2-6, 4-6, 63-7) par l'Italien qui deviendra numéro un mondial à l'issue du tournoi pour la première fois de sa carrière.
Il dispute mi-juin le tournoi du Queen's et y fait figure d'outsider, mais après avoir écrasé le spécialiste sur herbe Adrian Mannarino (6-1, 6-2), il est battu par l'Américain Sebastian Korda, finaliste quelques jours avant à s'Hertogenbosh (4-6, 6-3, 5-7). Il atteint comme la saison dernière les huitièmes de finale du Majeur londonien, maitrisant le Serbe Dušan Lajović (6-3, 6-4, 7-5) et renversant le jeune Chinois Shang Juncheng (5-7, 64-7, 6-4, 6-2, 6-4) qui dispute son premier Wimbledon. Facile contre le vétéran Gaël Monfils (6-3, 6-4, 6-3), il est contraint à l'abandon face au Russe Daniil Medvedev, demi-finaliste l'année passée (3-5 ab.), blessé à un genou.
Il s'envole début août pour le Masters du Canada et affronte deux Australiens : Rinky Hijikata qu'il bat facilement (6-1, 6-0) et Alexei Popyrin, futur vainqueur surprise contre qui il s'incline malgré trois balles de match (6-4, 65-7, 3-6). Il déçoit au Masters de Cincinnati en perdant un deuxième match consécutif contre Fábián Marozsán (6-4, 4-6, 3-6) qui joue le tournoi pour la première fois de sa carrière. À l'US Open fin août, il rebondit en ne perdant pas un seul set sur ses trois premiers tours contre le qualifié français Kyrian Jacquet (6-3, 6-4, 6-2), l'Australien Rinky Hijikata (6-1, 6-1, 7-64) et le Néerlandais Tallon Griekspoor (6-3, 6-3, 6-1). Un adversaire plus coriace, le numéro six mondial Andrey Rublev, l'attend en huitièmes de finale. Alors qu'il mène deux sets à zéro contre le Russe, le Bulgare lâche deux manches mais remporte finalement le match (6-3, 7-63, 1-6, 3-6, 6-3). Il affronte en quarts l'ancien demi-finaliste Frances Tiafoe qui le domine. Au cours de la quatrième manche, le Bulgare abandonne (3-6, 7-65, 3-6, 1-4 ab.), laissant passer sa chance de disputer une quatrième demi-finale en Grand Chelem.
Au Masters 1000 de Shanghai, il bat le Belge Zizou Bergs (6-3, 3-6, 6-2) et l'Australien Alexei Popyrin, vainqueur de l'Open du Canada plus tôt dans l'année (7-65, 6-2) avant de se faire éliminer par le jeune Jakub Menšík qui le bat pour la deuxième fois de l'année et atteint ainsi son premier quart dans cette catégorie de tournoi (3-6, 6-3, 4-6). Il s'envole en Europe mi-octobre pour disputer le tournoi de Stockholm et y atteint pour la quatrième fois de sa carrière la finale, y échouant contre l'Américain Tommy Paul (4-6, 3-6). Il avait sorti auparavant le Français Quentin Halys (7-61, 6-3), le jeune Suisse Dominic Stricker (6-3, 6-2) et difficilement le Néerlandais Tallon Griekspoor (2-6, 7-5, 6-4). Il sort dès le deuxième tour à Vienne alors qu'il est en course pour la participation au Masters de fin d'année, renversé par un Tomáš Macháč en forme (7-65, 4-6, 3-6), demi-finaliste à Shanghaï et après qu'il a sorti le Chinois Zhang Zhizhen (6-4, 7-5).
Finaliste l'année passée à Paris-Bercy, il lutte pour parvenir jusqu'en quarts de finale contre l'Argentin Tomás Martín Etcheverry (69-7, 6-3, 7-5) et l'invité Arthur Rinderknech (6-2, 4-6, 7-65) mais subit la loi de Karen Khachanov, ancien vainqueur et récemment titré à Almaty et finaliste à Vienne (2-6, 3-6). Cette défaite met fin à ses espoirs de disputer le Masters de fin d'année.

### 2025. Demi-finale à Miami
Il part en Australie défendre son titre à Brisbane début janvier et se montre solide contre l'Allemand Yannick Hanfmann (7-65, 6-3) et l'Australie invité Aleksandar Vukic (6-2, 7-65) avant de profiter de l'abandon d'un deuxième local, Jordan Thompson (6-1, 2-1 ab.). C'est néanmoins à son tour de jeter l'éponge contre le Tchèque Jiří Lehečka en demi-finale du tournoi (4-6, 4-4 ab.), en raison d'une blessure à l'aine. Il doit de nouveau abandonner au premier tour du Majeur australien contre le repêché Italien Francesco Passaro qui joue alors son premier match en Grand Chelem (5-7, 1-2 ab.). Il s'agit alors de son élimination la plus précoce à l'Open d'Australie depuis douze ans. De retour en février à Doha, il perd au premier tour de nouveau face à Jiří Lehečka (4-6, 4-6) puis abandonne pour la troisième fois en deux mois après un début de match désastreux à Dubaï contre le qualifié Australien Christopher O'Connell (0-6, ab.). Il rebondit à Indian Wells mi-mars où, comme la saison précédente, il s'arrête en huitièmes, écartant le Portugais Nuno Borges (6-3, 6-4) et se débarrassant difficilement du vétéran Français Gaël Monfils, vainqueur d'Auckland en début de saison (7-64, 4-6, 7-62). Emoussé, il ne fait pas le poids contre le numéro trois et favori du tournoi Carlos Alcaraz, double tenant du titre (1-6, 1-6) et vainqueur de Roland Garros et Wimbledon la saison passée.
Finaliste la saison passée à Miami, il réussit de nouveau un bon parcours dans le tournoi américain, écartant facilement l'Italien invité Federico Cinà (6-1, 6-4) puis avec davantage de difficulté le Russe Karen Khachanov, ancien demi-finaliste (63-7, 6-4, 7-5), le local Brandon Nakashima (6-4, 7-5) et l'Argentin Francisco Cerúndolo, déjà quart de finaliste à Indian Wells quelques jours avant en sauvant une balle de match (66-7, 6-4, 7-63). Affrontant la légende Novak Djokovic, il s'incline (2-6, 3-6) dans la demi-finale la plus âgée de l'histoire des Masters 1000.
Il s'envole pour la Principauté en avril et sort à Monte-Carlo deux Chiliens, Nicolás Jarry, finaliste à Rome l'année passée (6-3, 6-4) et Alejandro Tabilo (6-3, 3-6, 6-2), tombeur du Serbe au tour précédent ainsi que l'invité Monégasque Valentin Vacherot (4-6, 6-3, 6-1). En quarts de finale contre l'Australien Alex de Minaur, il passe complètement à côté de son match, et se voit infligé deux roues de bicyclette par son adversaire (0-6, 0-6). Il atteint les huitièmes de finale à Madrid, sortant la finaliste de Rome de l'année passée, Nicolás Jarry (6-3, 6-4) ainsi que le qualifié Jacob Fearnley qui joue le tournoi pour la première fois (6-4, 7-63). Favori contre le géant Canadien Gabriel Diallo, novice en Masters 1000 à ce niveau, il obtient trois balles de matchs mais n'en convertit aucune, laissant la victoire finale à son adversaire (7-5, 67-7, 4-6), repêché des qualifications. Il essuie une deuxième défaite consécutive à Rome contre l'invité local Francesco Passaro, 101e mondial (5-7, 3-6), puis une troisième à Roland Garros, sur abandon pour la quatrième fois de suite en Majeur contre le jeune qualifié Ethan Quinn (6-2, 6-3, 2-6 ab.) contre qui il mène pourtant deux manches à zéro. 
Comme lors des deux dernières saisons, il atteint la deuxième semaine à Wimbledon, sortant le Japonais Yoshihito Nishioka (6-2, 6-3, 6-4), le fantasque Corentin Moutet (7-5, 4-6, 7-5, 7-5), titré juste avant le tournoi à Majorque et l'Autrichien Sebastian Ofner (6-3, 6-4, 7-60). Il livre en huitième un grand match contre le numéro un mondial Jannik Sinner, tenant du titre à l'US Open et l'Open d'Australie et récent finaliste pour la première fois à Roland Garros, menant deux manches à zéro contre l'Italien. Blessé au muscle grand pectoral (gauche droit), il devient le premier joueur de l'ère Open à perdre sur abandon lors de cinq tournois du Grand Chelem consécutifs (6-3, 7-5, 2-2 ab.).

## Style de jeu

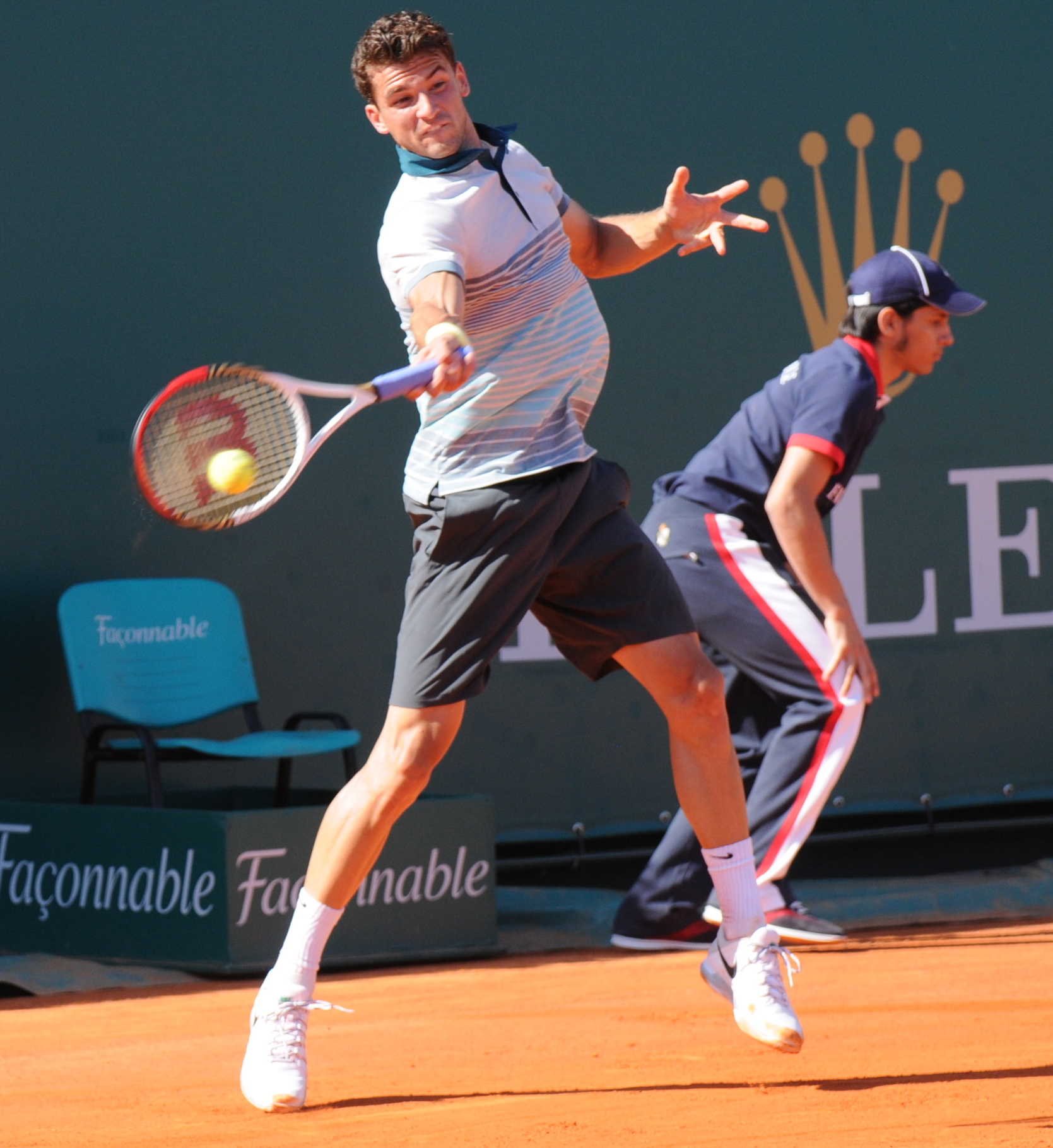
Dimitrov à Monte-Carlo en 2013.

Grigor Dimitrov est un attaquant de fond de court, dont le jeu complet s'adapte à toutes les surfaces. Il dispose d'une palette de coups variée et d'un jeu relâché, rappelant le joueur suisse Roger Federer, à qui il est parfois comparé. Sans avoir le coup droit de son aîné, il est capable de placer des accélérations efficaces. Il dispose d'une bonne variation en slice avec son revers, qu'il est l'un des seuls de sa génération à exécuter à une main. Son revers souffre moins que celui d'autres joueurs du lift de Rafael Nadal, notamment grâce à sa taille qui lui permet d'avoir une certaine marge en prenant naturellement la balle haute. Pas maladroit au filet, il conserve cependant une grande marge de progression lorsqu'il s'agit d'effectuer des volées offensives.
Son service est efficace avec une bonne variation de zones et d'effets et un taux de réussite élevé derrière sa première balle (supérieur à 75 %). Sa première balle peut atteindre les 210 voire 215 km/h.
Les caractéristiques de son jeu, mêlées à une gestuelle similaire, ont conduit de nombreux spécialistes à l'affubler du surnom « Baby Fed ». S'il s'est dit flatté par la comparaison dans sa jeunesse, Dimitrov avoue préférer être apprécié pour le joueur qu'il est, plutôt que comme une réplique d'un autre joueur, aussi illustre soit-il. Par ailleurs, si leur technique montre de larges ressemblances comme l'ont souligné Richard Gasquet à Roland-Garros et Rafael Nadal lors de l'Open d'Australie 2014, leur style reste différent, Federer étant adepte de l'attaque et d'une volonté de raccourcir les échanges, tandis que Dimitrov a, lui, une plus forte tendance à jouer un jeu de fond de court moderne, ponctué de quelques incursions opportunistes vers l'avant. Ses qualités athlétiques de vitesse (Roger Rasheed précise que Dimitrov court le 100 mètres en 11 secondes, comme Gaël Monfils) et de souplesse, font de lui un défenseur hors pair. À l'instar de son illustre aîné, il possède un jeu de jambes remarquable ainsi qu'une bonne « main ». Ses qualités techniques et physiques combinées à une certaine créativité offensive et défensive, font de lui un joueur spectaculaire capable de coups étonnants, surtout lorsqu'il doit « improviser ».
Ses deux points faibles que John McEnroe mentionne lors de son huitième de finale contre Roger Federer lors de leur affrontement à Wimbledon 2017, sont son retour de service et sa tendance à forcer ses coups (surtout côté revers) lorsqu'il défend, cherchant à faire le point gagnant sur une frappe quand il n'est pas en position favorable pour le faire.

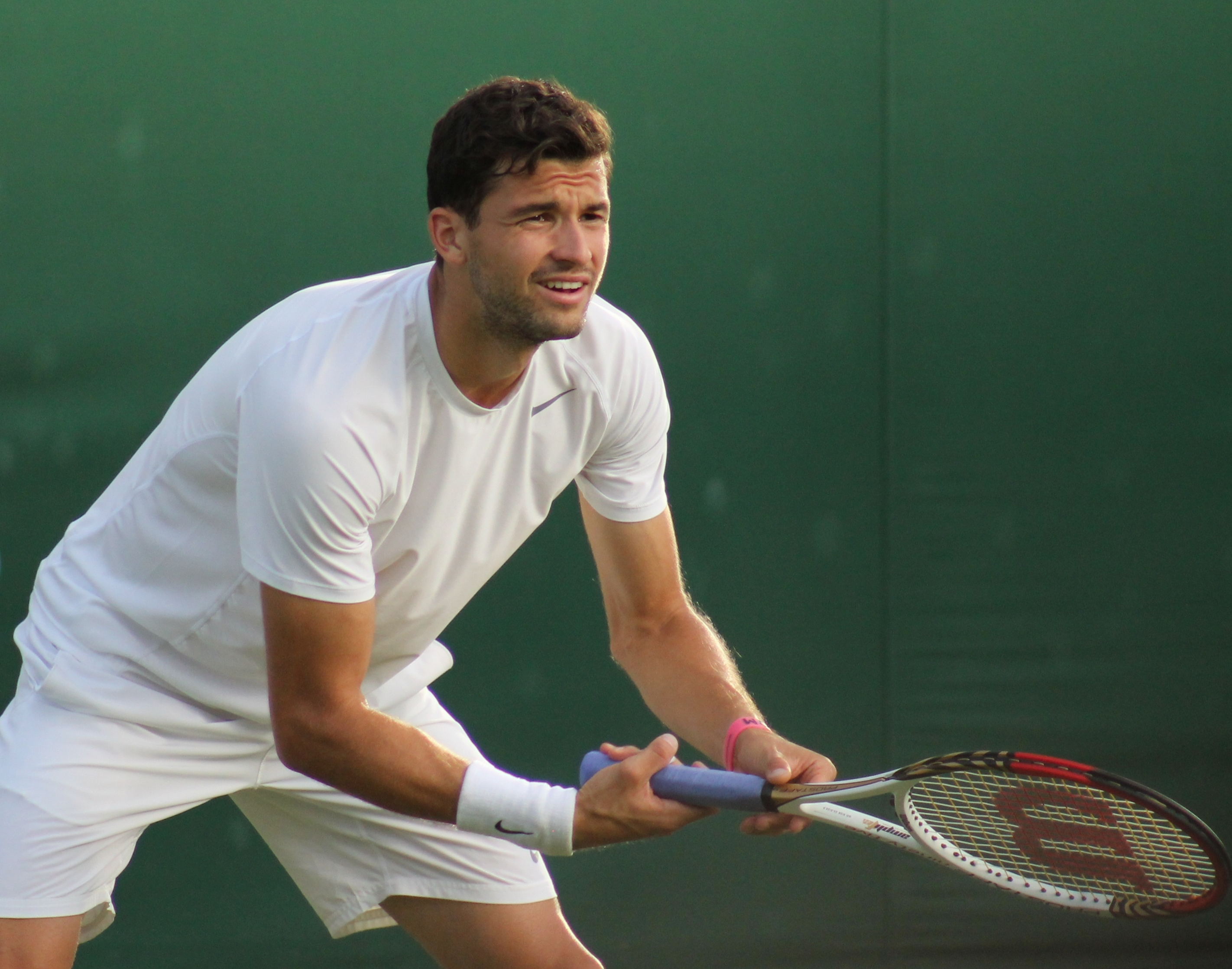
Dimitrov à Wimbledon en 2013.

Réputé friable physiquement à ses débuts sur le circuit, (il a par le passé, plusieurs fois souffert de crampes au cours de matches) il est devenu un athlète très affûté. À noter qu'à l'exception de Rafael Nadal, aucun joueur de moins de 20 ans n'est parvenu à s'imposer parmi les meilleurs depuis Pete Sampras qui avait remporté l'US Open à 19 ans (en 1990). L'évolution du jeu, plus physique désormais et fondé sur d'intenses rallyes de fond du court, conséquence du ralentissement des surfaces, est une explication possible à cette maturité tardive des champions en devenir. Il est parfois encore trop attentiste sur les points importants et n'a pas la capacité qu'ont les tout meilleurs à mettre la pression sur l'adversaire quand l'occasion se présente. Lui manque encore une certaine lucidité dans les moments importants face aux cadors du circuit.
Sa progression passe également par une plus grande régularité dans ses résultats. Il le dit lui-même, le talent ne permet pas de gagner des grand chelems. La régularité, si.
Sa progression régulière au classement lui a permis, à la suite de sa première demi-finale en Grand Chelem à Wimbledon 2014, d'intégrer le top 10, qu'il a quitté lors des saisons 2015 et 2016 (retombant à la 40e place mondiale en juillet 2016) puis réintégré à l'été 2017.

## Palmarès

### Titres en simple messieurs
| No | Date       | Nom et lieu du tournoi                             | Catégorie    | Dotation    | Surface      | Finaliste       | Score            |          |
| -- | ---------- | -------------------------------------------------- | ------------ | ----------- | ------------ | --------------- | ---------------- | -------- |
| 1  | 14-10-2013 | If Stockholm Open, Stockholm                       | ATP 250      | 530 165 €   | Dur (int.)   | David Ferrer    | 2-6, 6-3, 6-4    | Parcours |
| 2  | 24-02-2014 | Abierto Mexicano Telcel, Acapulco                  | ATP 500      | 1 309 770 $ | Dur (ext.)   | Kevin Anderson  | 7-61, 3-6, 7-65  | Parcours |
| 3  | 21-04-2014 | BRD Nastase Tiriac Trophy, Bucarest                | ATP 250      | 426 605 €   | Terre (ext.) | Lukáš Rosol     | 7-62, 6-1        | Parcours |
| 4  | 09-06-2014 | AEGON Championships, Londres                       | ATP 250      | 711 010 €   | Gazon (ext.) | Feliciano López | 68-7, 7-61, 7-66 | Parcours |
| 5  | 02-01-2017 | Brisbane International by Suncorp, Brisbane        | ATP 250      | 437 380 $   | Dur (ext.)   | Kei Nishikori   | 6-2, 2-6, 6-3    | Parcours |
| 6  | 06-02-2017 | Garanti Koza Sofia Open, Sofia                     | ATP 250      | 482 060 €   | Dur (int.)   | David Goffin    | 7-5, 6-4         | Parcours |
| 7  | 13-08-2017 | Western & Southern Open, Cincinnati                | Masters 1000 | 4 973 120 $ | Dur (ext.)   | Nick Kyrgios    | 6-3, 7-5         | Parcours |
| 8  | 12-11-2017 | Nitto ATP Finals, Londres                          | Masters      | 8 000 000 $ | Dur (int.)   | David Goffin    | 7-5, 4-6, 6-3    | Parcours |
| 9  | 31-12-2023 | Brisbane International presented by Evie, Brisbane | ATP 250      | 661 585 $   | Dur (ext.)   | Holger Rune     | 7-65, 6-4        | Parcours |

### Finales en simple messieurs
| No | Date       | Nom et lieu du tournoi                      | Catégorie    | Dotation    | Surface      | Vainqueur             | Score           |          |
| -- | ---------- | ------------------------------------------- | ------------ | ----------- | ------------ | --------------------- | --------------- | -------- |
| 1  | 31-12-2012 | Brisbane International, Brisbane            | ATP 250      | 436 630 $   | Dur (ext.)   | Andy Murray           | 7-60, 6-4       | Parcours |
| 2  | 13-10-2014 | If Stockholm Open, Stockholm                | ATP 250      | 521 405 €   | Dur (int.)   | Tomáš Berdych         | 5-7, 6-4, 6-4   | Parcours |
| 3  | 10-01-2016 | Apia International, Sydney                  | ATP 250      | 461 330 $   | Dur (ext.)   | Viktor Troicki        | 2-6, 6-1, 7-67  | Parcours |
| 4  | 25-04-2016 | TEB BNP Paribas Istanbul Open, Istanbul     | ATP 250      | 426 530 €   | Terre (ext.) | Diego Schwartzman     | 65-7, 7-64, 6-0 | Parcours |
| 5  | 03-10-2016 | China Open, Pékin                           | ATP 500      | 2 916 550 $ | Dur (ext.)   | Andy Murray           | 6-4, 7-62       | Parcours |
| 6  | 16-10-2017 | Intrum Stockholm Open, Stockholm            | ATP 250      | 589 185 €   | Dur (int.)   | Juan Martín del Potro | 6-4, 6-2        | Parcours |
| 7  | 12-02-2018 | ABN AMRO World Tennis Tournament, Rotterdam | ATP 500      | 1 862 925 € | Dur (int.)   | Roger Federer         | 6-2, 6-2        | Parcours |
| 8  | 21-05-2023 | Gonet Geneva Open, Genève                   | ATP 250      | 562 825 €   | Terre (ext.) | Nicolás Jarry         | 7-61, 6-1       | Parcours |
| 9  | 30-10-2023 | Rolex Paris Masters, Paris                  | Masters 1000 | 5 779 335 € | Dur (int.)   | Novak Djokovic        | 6-4, 6-3        | Parcours |
| 10 | 05-02-2024 | Open 13 Provence, Marseille                 | ATP 250      | 724 015 €   | Dur (int.)   | Ugo Humbert           | 6-4, 6-3        | Parcours |
| 11 | 20-03-2024 | Miami Open presented by Itaú, Miami         | Masters 1000 | 8 995 555 $ | Dur (ext.)   | Jannik Sinner         | 6-3, 6-1        | Parcours |
| 12 | 14-10-2024 | BNP Paribas Nordic Open, Stockholm          | ATP 250      | 690 135 €   | Dur (int.)   | Tommy Paul            | 6-4, 6-3        | Parcours |

### Finale en double messieurs
| No | Date       | Nom et lieu du tournoi         | Catégorie | Dotation  | Surface      | Vainqueurs               | Partenaire    | Score    |          |
| -- | ---------- | ------------------------------ | --------- | --------- | ------------ | ------------------------ | ------------- | -------- | -------- |
| 1  | 12-06-2011 | AEGON International Eastbourne | ATP 250   | 462 675 $ | Gazon (ext.) | Jonathan Erlich Andy Ram | Andreas Seppi | 6-3, 6-3 | Parcours |

## Parcours dans les tournois duGrand Chelem

### En simple
| Année | Open d'Australie | Open d'Australie   | Internationaux de France | Internationaux de France | Wimbledon       | Wimbledon          | US Open         | US Open            |
| ----- | ---------------- | ------------------ | ------------------------ | ------------------------ | --------------- | ------------------ | --------------- | ------------------ |
| 2009  | —                | —                  | —                        | —                        | 1er tour (1/64) | Igor Kunitsyn      | —               | —                  |
|       |                  |                    |                          |                          |                 |                    |                 |                    |
| 2011  | 2e tour (1/32)   | Stanislas Wawrinka | 1er tour (1/64)          | Jérémy Chardy            | 2e tour (1/32)  | Jo-Wilfried Tsonga | 1er tour (1/64) | Gaël Monfils       |
| 2012  | 2e tour (1/32)   | Nicolás Almagro    | 2e tour (1/32)           | Richard Gasquet          | 2e tour (1/32)  | Márcos Baghdatís   | 1er tour (1/64) | Benoît Paire       |
| 2013  | 1er tour (1/64)  | Julien Benneteau   | 3e tour (1/16)           | Novak Djokovic           | 2e tour (1/32)  | Grega Žemlja       | 1er tour (1/64) | João Sousa         |
| 2014  | 1/4 de finale    | Rafael Nadal       | 1er tour (1/64)          | Ivo Karlović             | 1/2 finale      | Novak Djokovic     | 1/8 de finale   | Gaël Monfils       |
| 2015  | 1/8 de finale    | Andy Murray        | 1er tour (1/64)          | Jack Sock                | 3e tour (1/16)  | Richard Gasquet    | 2e tour (1/32)  | Mikhail Kukushkin  |
| 2016  | 3e tour (1/16)   | Roger Federer      | 1er tour (1/64)          | Viktor Troicki           | 3e tour (1/16)  | Steve Johnson      | 1/8 de finale   | Andy Murray        |
| 2017  | 1/2 finale       | Rafael Nadal       | 3e tour (1/16)           | Pablo Carreño Busta      | 1/8 de finale   | Roger Federer      | 2e tour (1/32)  | Andrey Rublev      |
| 2018  | 1/4 de finale    | Kyle Edmund        | 3e tour (1/16)           | Fernando Verdasco        | 1er tour (1/64) | S. Wawrinka        | 1er tour (1/64) | Stanislas Wawrinka |
| 2019  | 1/8 de finale    | Frances Tiafoe     | 3e tour (1/16)           | Stanislas Wawrinka       | 1er tour (1/64) | Corentin Moutet    | 1/2 finale      | Daniil Medvedev    |
| 2020  | 2e tour (1/32)   | Tommy Paul         | 1/8 de finale            | Stéfanos Tsitsipás       | Annulé          | Annulé             | 2e tour (1/32)  | Márton Fucsovics   |
| 2021  | 1/4 de finale    | Aslan Karatsev     | 1er tour (1/64)          | Marcos Giron             | 2e tour (1/32)  | Alexander Bublik   | 2e tour (1/32)  | Alexei Popyrin     |
| 2022  | 2e tour (1/32)   | Benoît Paire       | 3e tour (1/16)           | Diego Schwartzman        | 1er tour (1/64) | Steve Johnson      | 2e tour (1/32)  | Brandon Nakashima  |
| 2023  | 3e tour (1/16)   | Novak Djokovic     | 1/8 de finale            | Alexander Zverev         | 1/8 de finale   | Holger Rune        | 3e tour (1/16)  | Alexander Zverev   |
| 2024  | 3e tour (1/16)   | Nuno Borges        | 1/4 de finale            | Jannik Sinner            | 1/8 de finale   | Daniil Medvedev    | 1/4 de finale   | Frances Tiafoe     |
| 2025  | 1er tour (1/64)  | Francesco Passaro  | 1er tour (1/64)          | Ethan Quinn              | 1/8 de finale   | Jannik Sinner      | —               | —                  |

N.B. : à droite du résultat se trouve le nom de l'ultime adversaire.

### En double messieurs
| Année | Open d'Australie                                                                 | Open d'Australie                                                             | Internationaux de France                                                            | Internationaux de France | Wimbledon                                                                            | Wimbledon                                                                             | US Open | US Open |
| ----- | -------------------------------------------------------------------------------- | ---------------------------------------------------------------------------- | ----------------------------------------------------------------------------------- | ------------------------ | ------------------------------------------------------------------------------------ | ------------------------------------------------------------------------------------- | ------- | ------- |
| 2011  | —                                                                                | —                                                                            | —                                                                                   | —                        | 2e tour (1/16) D. Toursounov \|\| style="text-align:left;" \| C. Fleming R. Hutchins | 1er tour (1/32) D. Toursounov \|\| style="text-align:left;" \| E. Butorac J.-J. Rojer |         |         |
| 2012  | —                                                                                | —                                                                            | 1er tour (1/32) J. Chardy \|\| style="text-align:left;" \| J. Cerretani V. Hănescu  | —                        | —                                                                                    | —                                                                                     | —       |         |
| 2013  | 1/8 de finale M. Baghdatís \|\| style="text-align:left;" \| J. S. Cabal R. Farah | 2e tour (1/16) F. Nielsen \|\| style="text-align:left;" \| A. Peya B. Soares | 2e tour (1/16) F. Nielsen \|\| style="text-align:left;" \| J. Benneteau N. Zimonjić | —                        | —                                                                                    |                                                                                       |         |         |

N.B. : le nom du partenaire se trouve sous le résultat ; les noms des ultimes adversaires se trouvent à droite.

### En double mixte
| Année | Open d'Australie | Open d'Australie | Internationaux de France | Internationaux de France | Wimbledon | Wimbledon | US Open | US Open |
| ----- | ---------------- | ---------------- | ------------------------ | ------------------------ | --------- | --------- | ------- | ------- |
| 2011  | —                | —                | 1er tour (1/16) A. Rezaï | I. Benešová L. Paes      | —         | —         | —       | —       |

N.B. : le nom de la partenaire se trouve sous le résultat ; les noms des ultimes adversaires se trouvent à droite.

## Parcours auMasters
| Année | Lieu    | Résultat  | Tour                  | Adversaires                                                           | Victoire / Défaite | Scores                                                      |
| ----- | ------- | --------- | --------------------- | --------------------------------------------------------------------- | ------------------ | ----------------------------------------------------------- |
| 2017  | Londres | Vainqueur | RR Demi-finale Finale | Dominic Thiem David Goffin Pablo Carreño Busta Jack Sock David Goffin | Victoire           | 6-3, 5-7, 7-5 6-0, 6-2 6-1, 6-1 4-6, 6-0, 6-3 7-5, 4-6, 6-3 |

## Parcours dans lesMasters 1000
| Année | Indian Wells              | Miami                       | Monte-Carlo                | Madrid                     | Rome                        | Canada                     | Cincinnati                | Shanghai                | Paris                         |
| ----- | ------------------------- | --------------------------- | -------------------------- | -------------------------- | --------------------------- | -------------------------- | ------------------------- | ----------------------- | ----------------------------- |
| 2011  | —                         | 1er tour S. Stakhovsky      | —                          | —                          | —                           | —                          | 2e tour D. Ferrer         | 2e tour A. Roddick      | —                             |
| 2012  | 2e tour D. Ferrer         | 1/8 de finale J. Tipsarević | —                          | —                          | —                           | —                          | —                         | 2e tour N. Djokovic     | 2e tour J. Mónaco             |
| 2013  | 3e tour N. Djokovic       | 3e tour A. Murray           | 1/4 de finale R. Nadal     | 1/8 de finale S. Wawrinka  | 2e tour R. Gasquet          | 1er tour M. Granollers     | 1/8 de finale R. Nadal    | 1er tour K. Nishikori   | 1/8 de finale J. M. del Potro |
| 2014  | 3e tour E. Gulbis         | 3e tour K. Nishikori        | 1/8 de finale D. Ferrer    | 1/8 de finale T. Berdych   | 1/2 finale R. Nadal         | 1/2 finale J.-W. Tsonga    | 2e tour J. Janowicz       | 2e tour J. Benneteau    | 1/8 de finale A. Murray       |
| 2015  | 3e tour T. Robredo        | 3e tour J. Isner            | 1/4 de finale G. Monfils   | 1/4 de finale R. Nadal     | 2e tour F. Fognini          | 2e tour J. Sock            | 1/8 de finale A. Murray   | —                       | 1/8 de finale D. Ferrer       |
| 2016  | 2e tour A. Zverev         | 1/8 de finale G. Monfils    | 2e tour G. Simon           | 1er tour P. Carreño        | 1er tour A. Zverev          | 1/4 de finale K. Nishikori | 1/2 finale M. Čilić       | 2e tour V. Pospisil     | 1/8 de finale N. Djokovic     |
| 2017  | 3e tour J. Sock           | 2e tour G. Pella            | 2e tour J.-L. Struff       | 1/8 de finale D. Thiem     | 1er tour J. M. del Potro    | 1/8 de finale R. Haase     | Victoire N. Kyrgios       | 1/4 de finale R. Nadal  | 1/8 de finale J. Isner        |
| 2018  | 2e tour F. Verdasco       | 3e tour J. Chardy           | 1/2 finale R. Nadal        | 2e tour M. Raonic          | 2e tour K. Nishikori        | 1/4 de finale K. Anderson  | 1/8 de finale N. Djokovic | —                       | 1/8 de finale M. Čilić        |
| 2019  | —                         | 3e tour J. Thompson         | 1/8 de finale R. Nadal     | 1er tour T. Fritz          | 1er tour J.-L. Struff       | 1er tour S. Wawrinka       | 1er tour S. Wawrinka      | —                       | 1/2 finale N. Djokovic        |
| 2020  | n.o.                      | n.o.                        | n.o.                       | n.o.                       | 1/4 de finale D. Shapovalov | n.o.                       | 2e tour M. Fucsovics      | n.o.                    | —                             |
| 2021  | 1/2 finale C. Norrie      | 2e tour C. Norrie           | 1/8 de finale R. Nadal     | 1er tour L. Harris         | 1er tour A. Davidovich      | 2e tour R. Opelka          | 1/8 de finale D. Medvedev | n.o.                    | 1/8 de finale A. Zverev       |
| 2022  | 1/4 de finale A. Rublev   | 2e tour M. McDonald         | 1/2 finale A. Davidovich   | 1/8 de finale S. Tsitsipás | 2e tour S. Tsitsipás        | 2e tour A. de Minaur       | 1er tour D. Shapovalov    | n.o.                    | 1/8 de finale C. Alcaraz      |
| 2023  | 2e tour J. Kubler         | 3e tour J. Sinner           | 2e tour J. Lehečka         | 3e tour C. Alcaraz         | 3e tour N. Djokovic         | —                          | 1er tour A. Zverev        | 1/2 finale A. Rublev    | Finale N. Djokovic            |
| 2024  | 1/8 de finale D. Medvedev | Finale J. Sinner            | 1/8 de finale H. Rune      | 2e tour J. Menšík          | 1/8 de finale T. Fritz      | 1/8 de finale A. Popyrin   | 2e tour F. Marozsán       | 1/8 de finale J. Menšík | 1/4 de finale K. Khachanov    |
| 2025  | 1/8 de finale C. Alcaraz  | 1/2 finale N. Djokovic      | 1/4 de finale A. de Minaur | 1/8 de finale G. Diallo    | 2e tour F. Passaro          | —                          | —                         |                         |                               |

N.B. : sous le résultat se trouve le nom de l’ultime adversaire.

## Confrontations avec ses principaux adversaires
Confrontations lors des différents tournois ATP et en Coupe Davis avec ses principaux adversaires (7 confrontations minimum et avoir été membre du top 10). Classement par pourcentage de victoires. Situation au 29 mars 2025 :
Les joueurs retraités sont en gris.
| Joueur                | Meilleur classement | Confrontations | Victoires | Défaites | Pourcentage de victoires | Dernière confrontation                                     |
| --------------------- | ------------------- | -------------- | --------- | -------- | ------------------------ | ---------------------------------------------------------- |
| Rafael Nadal          | 1                   | 15             | 1         | 14       | 6,7                      | défaite (1-6, 1-6) au Masters de Monte-Carlo 2021          |
| Novak Djokovic        | 1                   | 14             | 1         | 13       | 7,1                      | défaite (2-6, 3-6) au Masters de Miami 2025                |
| Roger Federer         | 1                   | 8              | 1         | 7        | 12,5                     | victoire (3-6, 6-4, 3-6, 6-4, 6-2) à l'US Open 2019        |
| Alexander Zverev      | 2                   | 9              | 2         | 7        | 22,2                     | victoire (6-4, 64-7, 6-4) au Masters de Miami 2024         |
| Stéfanos Tsitsipás    | 3                   | 8              | 2         | 6        | 25                       | victoire (6-3, 61-7, 7-63) au Masters de Paris-Bercy 2023  |
| Juan Martín del Potro | 3                   | 8              | 2         | 6        | 25                       | défaite (4-6, 2-6) au tournoi de Stockholm 2017            |
| Daniil Medvedev       | 1                   | 11             | 3         | 8        | 27,3                     | défaite (3-5 ab.) à Wimbledon 2024                         |
| Andy Murray           | 1                   | 13             | 5         | 8        | 38,4                     | victoire (4-6, 7-5, 6-2) à l'Open de Brisbane 2024         |
| Marin Čilić           | 3                   | 7              | 3         | 4        | 42,9                     | victoire (6-4, 6-2, 7-65) à l'Open d'Australie 2021        |
| Gaël Monfils          | 6                   | 7              | 3         | 4        | 42,9                     | victoire (7-64, 4-6, 7-62) au Masters d'Indian Wells 2025  |
| Janko Tipsarević      | 8                   | 7              | 3         | 4        | 42,9                     | victoire (6-3, 6-0, 3-6, 64-7, 6-4) à Roland-Garros 2019   |
| Richard Gasquet       | 7                   | 9              | 4         | 5        | 44,4                     | victoire (6-1, 4-6, 6-2) au Masters de Paris-Bercy 2021    |
| Gilles Simon          | 6                   | 9              | 4         | 5        | 44,4                     | victoire (6-2, 6-1) au tournoi de Barcelone 2018           |
| Stanislas Wawrinka    | 3                   | 13             | 6         | 7        | 46,2                     | victoire (6-4, 7-63) au Masters de Rome 2023               |
| Andrey Rublev         | 5                   | 8              | 4         | 4        | 50                       | victoire (6-3, 7-63, 1-6, 3-6, 6-3) à l'US Open 2024       |
| Pablo Carreño Busta   | 10                  | 7              | 4         | 3        | 57,1                     | victoire (6-0, 1-0 ab.) à l'Open d'Australie 2021          |
| Dominic Thiem         | 3                   | 7              | 4         | 3        | 57,1                     | défaite (6-0, 2-4 ab.) au tournoi de Winston-Salem 2022    |
| Fernando Verdasco     | 7                   | 8              | 5         | 3        | 62,5                     | victoire (3-6, 6-3, 6-4, 6-4) au tournoi de Wimbledon 2021 |
| Fabio Fognini         | 9                   | 7              | 5         | 2        | 71,4                     | victoire (6-0, 7-5) au Masters de Paris-Bercy 2022         |
| Kevin Anderson        | 7                   | 8              | 6         | 2        | 75                       | défaite (2-6, 2-6) au Masters du Canada 2018               |
| David Goffin          | 7                   | 11             | 9         | 2        | 81,8                     | victoire (6-4, 7-5) à la United Cup 2023                   |
| Márcos Baghdatís      | 8                   | 9              | 8         | 1        | 88,9                     | victoire (6-3, 6-2, 6-1) au tournoi de Wimbledon 2017      |

## Victoires sur le top 10
Toutes ses victoires sur des joueurs classés dans le top 10 de l'ATP lors de la rencontre.
| Légende         |
| Grand Chelem    |
| Masters         |
| Jeux olympiques |
| Masters 1000    |
| ATP 500         |
| ATP 250         |
| Coupe Davis     |

| #  | G.D.   | Tournoi          | Année | Surface      | Adversaire          | Rang  | Tour   | Score                    |
| -- | ------ | ---------------- | ----- | ------------ | ------------------- | ----- | ------ | ------------------------ |
| 1  | no 101 | Miami            | 2012  | Dur          | Tomáš Berdych       | no 7  | 1/16   | 6-3, 2-6, 6-4            |
| 2  | no 34  | Monte-Carlo      | 2013  | Terre battue | Janko Tipsarević    | no 10 | 1/16   | 7-63, 6-1                |
| 3  | no 28  | Madrid           | 2013  | Terre battue | Novak Djokovic      | no 1  | 1/16   | 7-66, 68-7, 6-3          |
| 4  | no 28  | Stockholm        | 2013  | Dur (int.)   | David Ferrer        | no 3  | Finale | 2-6, 6-3, 6-4            |
| 5  | no 22  | Acapulco         | 2014  | Dur          | Andy Murray         | no 7  | 1/2    | 4-6, 7-65, 7-63          |
| 6  | no 14  | Rome             | 2014  | Terre battue | Tomáš Berdych       | no 6  | 1/8    | 63-7, 6-2, 6-2           |
| 7  | no 13  | Queen's          | 2014  | Gazon        | Stanislas Wawrinka  | no 3  | 1/2    | 6-2, 6-4                 |
| 8  | no 13  | Wimbledon        | 2014  | Gazon        | Andy Murray         | no 5  | 1/4    | 6-1, 7-64, 6-2           |
| 9  | no 11  | Monte-Carlo      | 2015  | Terre battue | Stanislas Wawrinka  | no 9  | 1/8    | 6-1, 6-2                 |
| 10 | no 11  | Madrid           | 2015  | Terre battue | Stanislas Wawrinka  | no 9  | 1/8    | 7-66, 68-7, 6-3          |
| 11 | no 28  | Miami            | 2016  | Dur          | Andy Murray         | no 2  | 1/16   | 61-7, 6-4, 6-3           |
| 12 | no 34  | Cincinnati       | 2016  | Dur          | Stanislas Wawrinka  | no 4  | 1/8    | 6-4, 6-4                 |
| 13 | no 20  | Pékin            | 2016  | Dur          | Rafael Nadal        | no 4  | 1/4    | 6-2, 6-4                 |
| 14 | no 17  | Brisbane         | 2017  | Dur          | Dominic Thiem       | no 8  | 1/4    | 6-3, 4-6, 6-3            |
| 15 | no 17  | Brisbane         | 2017  | Dur          | Milos Raonic        | no 3  | 1/2    | 7-67, 6-2                |
| 16 | no 17  | Brisbane         | 2017  | Dur          | Kei Nishikori       | no 5  | Finale | 6-2, 2-6, 6-3            |
| 17 | no 6   | Masters          | 2017  | Dur (int.)   | Dominic Thiem       | no 4  | Poules | 6-3, 5-7, 7-5            |
| 18 | no 6   | Masters          | 2017  | Dur (int.)   | David Goffin        | no 8  | Poules | 6-0, 6-2                 |
| 19 | no 6   | Masters          | 2017  | Dur (int.)   | Pablo Carreño Busta | no 10 | Poules | 6-1, 6-1                 |
| 20 | no 6   | Masters          | 2017  | Dur (int.)   | Jack Sock           | no 9  | 1/2    | 4-6, 6-0, 6-3            |
| 21 | no 6   | Masters          | 2017  | Dur (int.)   | David Goffin        | no 8  | Finale | 7-5, 4-6, 6-3            |
| 22 | no 5   | Rotterdam        | 2018  | Dur (int.)   | David Goffin        | no 7  | 1/2    | 6-3, 0-1 ab.             |
| 23 | no 5   | Monte-Carlo      | 2018  | Terre battue | David Goffin        | no 10 | 1/4    | 6-4, 7-65                |
| 24 | no 78  | US Open          | 2019  | Dur          | Roger Federer       | no 3  | 1/4    | 3-6, 6-4, 3-6, 6-4, 6-2  |
| 25 | no 27  | Paris-Bercy      | 2019  | Dur (int.)   | Dominic Thiem       | no 5  | 1/8    | 6-3, 6-2                 |
| 26 | no 20  | Vienne           | 2020  | Dur (int.)   | Stéfanos Tsitsipás  | no 5  | 1/8    | 65-7, 6-4, 6-3           |
| 27 | no 21  | Open d'Australie | 2021  | Dur          | Dominic Thiem       | no 3  | 1/8    | 6-4, 6-4, 6-0            |
| 28 | no 28  | Indian Wells     | 2021  | Dur          | Daniil Medvedev     | no 2  | 1/8    | 4-6, 6-4, 6-3            |
| 29 | no 29  | Monte-Carlo      | 2022  | Terre battue | Casper Ruud         | no 7  | 1/8    | 6-3, 7-5                 |
| 30 | no 32  | Vienne           | 2022  | Dur (int.)   | Andrey Rublev       | no 8  | 1/8    | 6-3, 6-4                 |
| 31 | no 28  | Rotterdam        | 2023  | Dur (int.)   | Hubert Hurkacz      | no 10 | 1/8    | 7-64, 7-65               |
| 32 | no 33  | Genève           | 2023  | Terre battue | Taylor Fritz        | no 9  | 1/2    | 3-6, 7-5, 7-62           |
| 33 | no 24  | Wimbledon        | 2023  | Gazon        | Frances Tiafoe      | no 10 | 1/16   | 6-2, 6-3, 6-2            |
| 34 | no 19  | Pékin            | 2023  | Dur          | Holger Rune         | no 4  | 1/8    | 6-3, 7-5                 |
| 35 | no 19  | Shanghai         | 2023  | Dur          | Carlos Alcaraz      | no 2  | 1/8    | 5-7, 6-2, 6-4            |
| 36 | no 17  | Paris-Bercy      | 2023  | Dur (int.)   | Daniil Medvedev     | no 3  | 1/16   | 6-3, 64-7, 7-62          |
| 37 | no 17  | Paris-Bercy      | 2023  | Dur (int.)   | Stéfanos Tsitsipás  | no 6  | 1/2    | 6-3, 61-7, 7-63          |
| 38 | no 14  | Brisbane         | 2024  | Dur          | Holger Rune         | no 8  | Finale | 7-65, 6-4                |
| 39 | no 12  | Miami            | 2024  | Dur          | Hubert Hurkacz      | no 9  | 1/8    | 3-6, 6-3, 7-63           |
| 40 | no 12  | Miami            | 2024  | Dur          | Carlos Alcaraz      | no 2  | 1/4    | 6-2, 6-4                 |
| 41 | no 12  | Miami            | 2024  | Dur          | Alexander Zverev    | no 5  | 1/2    | 6-4, 64-7, 6-4           |
| 42 | no 10  | Roland-Garros    | 2024  | Terre battue | Hubert Hurkacz      | no 8  | 1/8    | 7-65, 6-4, 7-63          |
| 43 | no 9   | US Open          | 2024  | Dur          | Andrey Rublev       | no 6  | 1/8    | 6-3, 7-63, 1-6, 3-6, 6-3 |

## Classements ATP en fin de saison
| Année          | 2007 | 2008 | 2009 | 2010 | 2011 | 2012 | 2013 | 2014 | 2015 | 2016 | 2017 | 2018 | 2019 | 2020 | 2021 | 2022 | 2023 | 2024 |
| Rang en simple | 1461 | 482  | 287  | 106  | 76   | 48   | 23   | 11   | 28   | 17   | 3    | 19   | 20   | 19   | 28   | 28   | 14   | 10   |
| Rang en double | –    | 709  | 341  | 692  | 202  | –    | 67   | 162  | 254  | 231  | 554  | 397  | –    | 821  | 839  | 230  | 585  | 1262 |

Source : (en) Classements de Grigor Dimitrov sur le site officiel de la Fédération internationale de tennis

## Distinctions personnelles
- Élu meilleur joueur bulgare de l'année 2014[190]
- Élu meilleur athlète balkan de l'année 2017[191]